# فتحعلی‌شاه
فتحعلی‌شاه قاجار (۶ جمادی الاول ۱۱۸۶ ه‍.ق – ۱۹ جمادی‌الثانی ۱۲۵۰ ه‍.ق) دومین شاه ایران قاجاری بود که از ۱۷۹۷ تا ۱۸۳۴ میلادی حکومت کرد. مهم‌ترین اتفاقاتی که در زمان حکومت فتحعلی‌شاه روی داد، وقوع دو جنگ میان ایران و روسیه بود که ارتش ایران در آن‌ها شکست خورد. نتیجهٔ این جنگ‌ها امضای عهدنامه‌های ترکمانچای و گلستان بود که به موجب آن، بخش‌های بزرگی از قلمروهای شمال غربی ایران از جمله کشورهای امروزی ارمنستان، گرجستان، داغستان، جمهوری آذربایجان و نخجوان که توسط آقامحمدخان به ایران الحاق شده بودند، مجدداً از ایران جدا و به روسیه ملحق شدند. سلطنت فتحعلی‌شاه، به‌جز گسترش خانوادهٔ سلطنتی، با روابطش با قدرت‌های اروپایی و تحمیل این دو معاهده — که به‌معنای افزایش ناکارآمدی ایران در یک نظام بین‌المللی است و به‌طور فزاینده‌ای تحت تأثیر مداخلهٔ اروپا قرار داشت‌، تعریف می‌شود.
فتحعلی فرزند حسینقلی‌خان جهانسوز و از اعضای دودمان قاجار بود که در زمان فرمانروایی دودمان زند بر ایران به دنیا آمد. کریم‌خان زند پس از سرکوب شورش محمدحسن‌خان قاجار در شمال ایران، دو پسر وی یعنی آقامحمدخان و حسینقلی‌خان جهانسوز را با خود به شیراز برد. کریم‌خان، آقامحمدخان را در شیراز، پایتخت زندیان، نگه داشت و حکومت دامغان را به حسینقلی‌خان جهانسوز سپرد. پس از اینکه دودمان زند به‌دست دودمان قاجار سرنگون شد، آقامحمدخان به‌عنوان شاه ایران تاج‌گذاری کرد. به دلیل اینکه آقامحمدخان اخته بود و فرزندی نداشت، فتحعلی‌شاه پس از کشته‌شدن او به پادشاهی رسید.
فتحعلی‌شاه عباس میرزا را وارث بلافصل خود تعیین کرد، اما عباس زودتر از او درگذشت. در اواخر سلطنت فتحعلی‌شاه، مشکلات سخت اقتصادی، ایران را به آستانه فروپاشی حکومتی رساند که پس از مرگ او باعث وقوع بحران جانشینی شد.

## تولد و کودکی
فتحعلی در روز ششم جمادی الاول ۱۱۸۶ ه‍.ق (۱۵ مرداد ۱۱۵۱؛ ۵ اوت ۱۷۷۲) در محله ای بنام مولود خانه در دامغان که آن زمان پدرش حسینقلی‌خان قوانلو قاجار (معروف به جهانسوز) به دستور کریم‌خان زند فرماندار آن بود، متولد شد. مادرش آسیه خانم، دختر محمدآقا عزالدینلو و از طایفهٔ آشاقه‌باش ایل قاجار بود. نامش را به افتخار جدش که فتحعلی‌خان نام داشت فتحعلی نهادند اما تا زمان رسیدن به پادشاهی، او را «باباخان» خطاب می‌کردند.
از آنجا که پدرش مظنون به شورش بود، باباخان را در پنج سالگی به عنوان گروگان به دربار کریم‌خان زند در شیراز فرستادند و مدتی را در کنار عموی بزرگش آقامحمدخان که او نیز تحت نظارت خان زند بود سپری کرد. فتحعلی چند سال بعد به دامغان بازگشت و در نوجوانی شاهد رقابت‌ها و نزاع‌های میان طوایف دولو ایل قاجار در استرآباد بود که در سال ۱۱۹۱ ه‍.ق (۱۷۷۷ م) منجر به قتل پدرش به دست ترکمن‌های گوکلان شد. باباخان به عموی دیگرش، مرتضی‌قلی‌خان قوانلو، که در روستای انزان در نزدیکی استرآباد ساکن بود پناه برد و دو سال تحت قیومیت او قرار گرفت.
پس از مرگ کریم‌خان زند در ۱۱۹۳ ه‍.ق (۱۷۷۹ م)، نبردی میان آقامحمدخان و برادرانش درگرفت و فتحعلی به عمویش آقامحمدخان پیوست. آقامحمدخان به مازندران لشکر کشید و در بارفروش، مرتضی‌قلی‌خان و دو برادر دیگرش را مطیع کرد. هرچند آقامحمدخان در جوانی اخته شده بود، اما در ساری با مادر فتحعلی ازدواج کرد و به همین سبب به قیم و پدرخواندهٔ باباخان تبدیل شد. باباخان در اولین نبردهای آقامحمدخان با رقبای قاجار شرکت داشت و در سال ۱۱۹۴ ه‍.ق (۱۷۸۰ م) همراه با آقامحمدخان به اسارت یکی دیگر از عموهای خود یعنی رضاقلی‌خان درآمد که از علاقهٔ آقامحمدخان نسبت به باباخان و احتمال جانشینی او ناراضی بود. باباخان مدت کوتاهی در اسارت بود و پس از آزادی از حبس خانگی در سال ۱۱۹۵ ه‍.ق (۱۷۸۱ م) با تأیید آقامحمدخان به دامغان برگشت و توانست مقر سابق پدرش را از قادر خان عرب عامری پس بگیرد. همان‌جا بود که بدرجهان‌خانم، دختر قادرخان را اسیر و با او ازدواج کرد. در سال ۱۱۹۷ ه‍.ق (۱۷۸۳ م)، باباخان با نخستین همسر قجری خود به نام آسیه‌خانم دولو (دختر فتحعلی‌خان دولو از طایفهٔ یوخاری‌باش ایل قاجار) ازدواج کرد. این یک ازدواج سیاسی و برنامه‌ریزی‌شده از سوی آقامحمدخان بود تا میان دو طایفهٔ ایل قاجار صلح برقرار شود.

## ولایتعهدی
آقامحمدخان قاجار در سال ۱۷۸۶ میلادی برابر با سال ۱۲۰۰ هجری قمری در تهران که به تازگی آن را پایتخت خود کرده بود اعلام حکومت کرد اما به احترام ابوالفتح محمد میرزا (از اعضای دودمان صفوی که مدعی پادشاهی ایران بود) عناوین سلطنتی مانند «شاه» بر خود ننهاد. در همین زمان او باباخان را ولیعهد خود کرد.
فتحعلی‌خان در لشکرکشی عمویش به جنوب ایران که به منظور شکست دادن لطفعلی‌خان زند ترتیب داده شده بود شرکت جست. محمدخان او را در سال ۱۲۰۱ قمری مأمور فتح یزد کرد و فتحعلی‌خان با موفقیت نسبی توانست محمدتقی‌خان بافقی را مطیع کند. سپس به گیلان بازگشت تا از اینکه سران ایل‌های قاجار دست به شورش نمی‌زنند اطمینان حاصل کند. سال ۱۲۰۳ قمری را در گیلان سپری کرد و در همین زمان زنانش پنج پسر به دنیا آوردند که سه تن از این پسرها در زمان حکومت پدرشان نقش مهمی بازی کردند: محمدعلی میرزا که به دولتشاه مشهور شد و از یک کنیز گرجی تولد یافت، عباس میرزا که نایب‌السلطنهٔ پدرش شد و از بطن آسیه‌خانم زاده شد و حسینعلی میرزا که فرمانفرمای فارس گردید و مادرش بدرجهان خانم بود. آقامحمدخان سه پسر باباخان — عباس میرزا، محمدقلی میرزا و حسینعلی میرزا — را به فرزندخواندگی گرفت و آن‌ها را به حرم خود برد.
در سال ۱۲۰۴ قمری، باباخان در لشکرکشی به سمت عراق عجم و فارس علیه لطفعلی‌خان حضور پیدا کرد. خان زند که خود را در محاصره می‌دید به سمت شیراز عقب نشست اما ابراهیم‌خان کلانتر که بعدها آغامحمدخان قاجار او را صدراعظم خود کرد، به وی اجازه ورود به شهر را نداد. پس از سقوط سلسله زند، فتحعلی‌خان مأمور سرکوب نیروهای باقیماندهٔ لطفعلی‌خان در بم و جیرفت شد و سپس به سمت خلیج فارس لشکر کشید و سرانجام در جریان قتل‌عام مردم کرمان و شکنجهٔ لطفعلی‌خان توسط آقامحمدخان غایب بود.
در همان سال باباخان از لار به سمت شیراز به راه افتاد و توسط آقامحمدخان به عنوان والی فارس، یزد و کرمان برگزیده شد و عمویش او را لقب جهانبانی داد که این لقب پیش از این عنوان لطفعلی‌خان زند بود. باباخان چهار سال آینده را در فارس ماند و در این زمان شیوه زمامداری را فراگرفت تا برای پادشاهی بر ایران آماده شود.

## آغاز سلطنت

### قتل آقامحمدخان
در ۱۷۹۶، روس‌ها به تلافی حمله یک سال قبل آقامحمدخان به تفلیس، به قفقاز لشکر کشیدند و در مدت کوتاهی خان‌های منطقه را تابع خود کردند. در این زمان، آقامحمدخان در خراسان بود که خبر حمله روس‌ها به او رسید. او سپاه خود را برداشت و خود را به تهران رساند. در تهران به نیروهای نظامی ولایات دستور داد که با سربازانشان خود را به او برسانند تا بهار سال آینده با روس‌ها روبرو شوند. ظاهراً انتظار داشت که این حمله به درازا بکشد؛ زیرا فتحعلی را نایب‌السلطنه خود اعلام کرد. او میرزا شفیع‌صدر و میرزا محمدخان قاجار که از معتمدانش بودند را به حاکمیت تهران گماشت و به آن‌ها امر کرد در صورتی که اتفاقی افتاد، تا زمان ورود فتحعلی از فارس کسی را به شهر راه ندهند. شاه در ژوئن ۱۷۹۷ تهران را ترک کرد. او افرادی که بیم داشت که در صورت عدم بازگشتش برای به سلطنت رسیدن نایب‌السلطنه دردسر ایجاد کنند را هم با خود برد. همچنین حاج ابراهیم هم همراهش بود.
آقامحمدخان در سلطانیه اردو زده بود که از عقب‌نشینی روس‌ها به دلیل مرگ کاترین کبیر مطلع شد. او، که دیگر فوریتی در رساندن خود به گرجستان نمی‌دید، تصمیم گرفت خان‌های محلی را سرکوب کند. پس از چند درگیری، موفق شد به شوشی، مرکز قره‌باغ، وارد شود. آقامحمدخان در شوشی توسط سه خدمتکار و احتمالاً با توطئه خان‌های محلی یا سرداران سپاهش به رهبری صادق‌خان شقاقی به قتل رسید.
با کشته شدن آقامحمدخان، آشفتگی بر سپاه او چیره شد. صادق‌خان که به قاتلان او پناه داده بود، با یاری سران ایل شاهسون اردوی شاه را در شوشی به غارت برد و به تبریز تاخت. حاج ابراهیم که با نیروهای اصلی سپاه در آدینه‌بازار نزدیک اردبیل بود، تلاش کرد نظم را به اردوی شاه مقتول بازگرداند. او گروهی را به فرماندهی حسینقلی‌خان (برادر فتحعلی‌شاه) از راه تالش، شفت و رشت به تهران فرستاد و خود با تفنگچیان فارسی و مازندرانی از اردبیل و زنجان راه دارالخلافه در پیش گرفت.

### اعلام پادشاهی

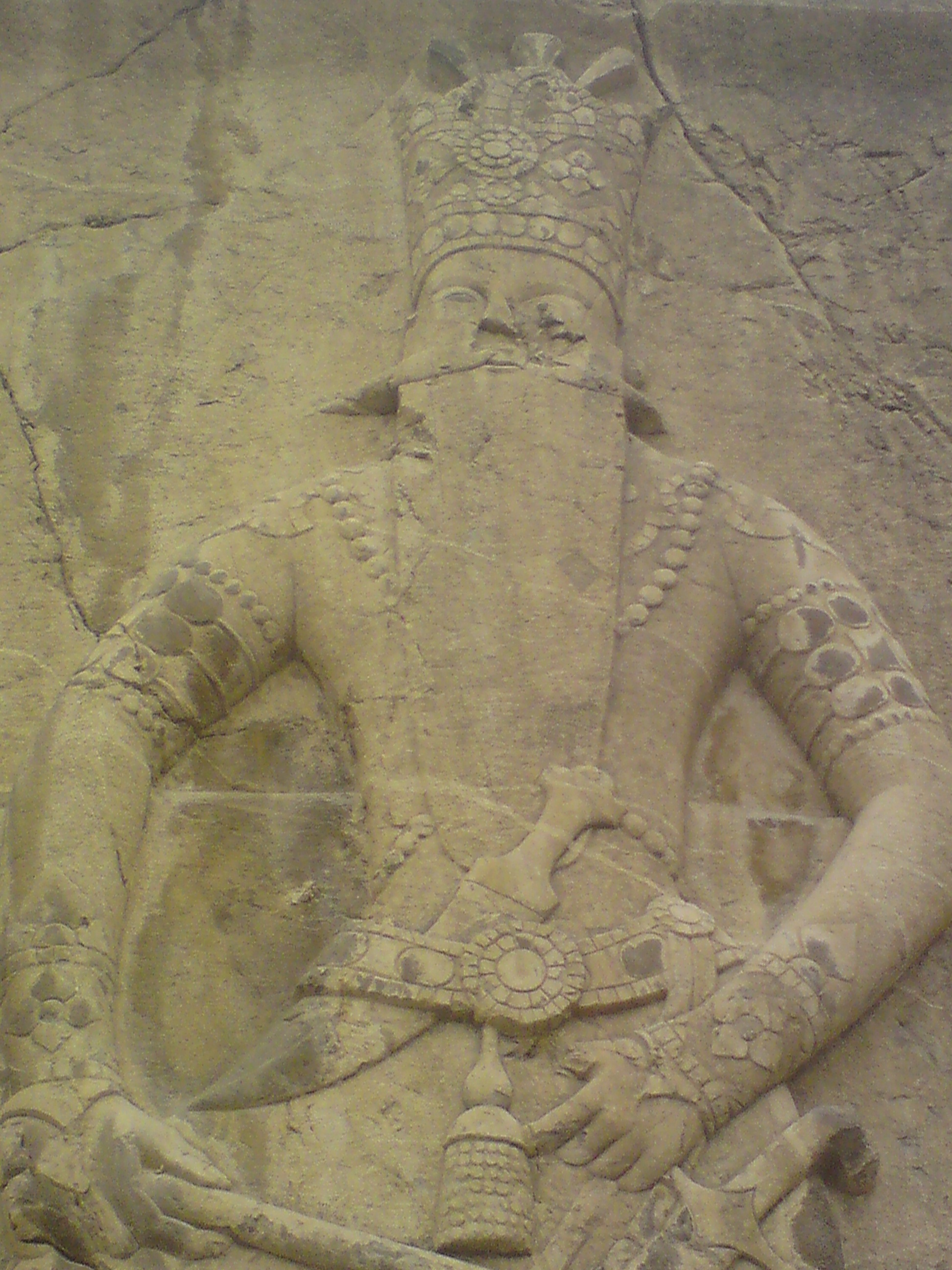
چهره فتحعلی‌شاه در سنگ‌نگاره فتحعلی‌شاه در شهر ری (جنوب تهران)

در ۲ محرم ۱۲۱۲ (۲۷ ژوئن ۱۷۹۷)، ۱۲ روز پس از حادثه، باباخان در شیراز توسط بابا یوسف شاطر از قتل آقامحمدخان خبردار شد. او که وارث قانونی سلطنت بود، بدون از دست دادن زمان با ۳۰۰ سوار در ۱۹ محرم از شیراز خارج شد و راه تهران در پیش گرفت. در راه محمدحسین صدر اصفهانی، بیگلربیگی اصفهان دروازه‌های شهر را گشود و احتیاجات سپاهیان فتحعلی‌شاه را فراهم کرد. بنا به اکسیر التواریخ از علیقلی میرزا اعتضادالسلطنه، در آنجا از او خواستند که خطبه بخواند و سکه به نام خود بزند، اما شاه که «عهد فرموده بود تا پریشانی دولت را به سامان نیاورد و قتل سلطان مغفور را به حکم قصاص مقهور و از زندگی دور نسازد، به امور سلطنت نپردازد»، موافقت نکرد. چون فتحعلی‌شاه در ماه صفر به کنارگرد، منطقه‌ای در جنوب تهران، رسید حاج ابراهیم کلانتر به استقبالش آمد. حسینقلی‌خان نیز همراهش بود. تا پیش از رسیدن فتحعلی‌شاه از فارس، بیگلربیگی تهران بنا به دستور آقامحمدخان، اجازه نداده بود که سپاه شاهی وارد شهر شود. با رسیدن شاه جدید، او دروازه‌های شهر را گشود.

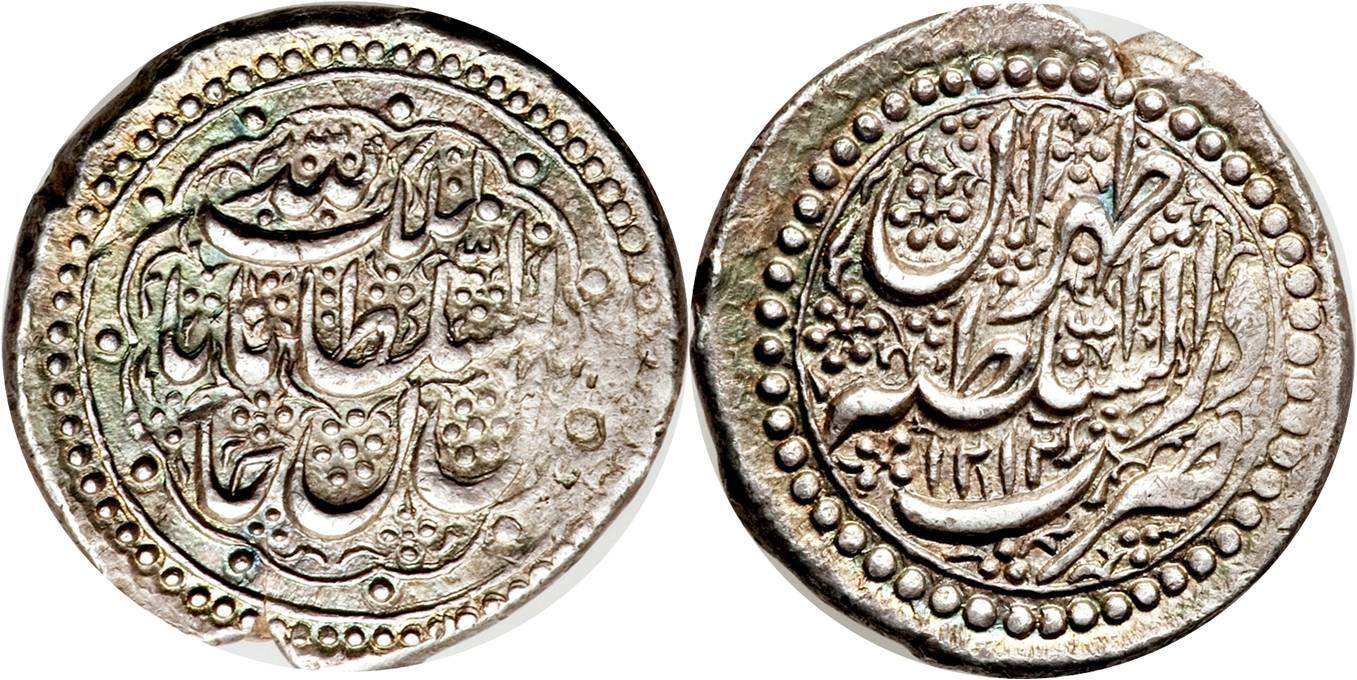
سکه‌ای از فتحعلی‌شاه که در نخستین سال حکومتش (۱۲۱۲ قمری) در تهران ضرب شده؛ عنوان او بر روی این سکه به‌صورت «السّلطان باباخان» درج گردیده.

همزمان با پخش خبر قتل آقامحمدخان، کوچک‌ترین برادر او، علی‌قلی‌خان قاجار، به سرعت از ایروان خود را به تهران رسانده بود تا دعوی سلطنت کند. هرچند شاه مقتول بیشتر مدعیان احتمالی که ممکن بود برای سلطنت باباخان مشکل‌سازی کنند را از پیش رو برداشته بود، اما به علی‌قلی‌خان آسیبی نرسانده بود. به هر روی، به دلیل بسته بودن دروازه‌های تهران، او موفق نشده بود خود را به داخل شهر برساند و اعلام پادشاهی کند. چون فتحعلی‌شاه رسید، علی‌قلی‌خان را با حیله به داخل شهر بردند و آنجا مجبورش کردند که به پیشگاه شاه جدید برود و اظهار اطاعت کند. چون تن به اطاعت نداد، با زور او را واداشتند که تعظیم کند، آن هم درحالی که دشنام می‌داد و نفرین می‌کرد. سپس به اتاق دیگری بردندش، چشم‌هایش را درآوردند و به مازندران تبعیدش کردند.
شاه جدید ابتدا با نام «سلطان باباخان» در شیراز و سپس در تهران سکه زد؛ اما مدتی بعد به «فتحعلی‌شاه» تغییر نام داد. برخلاف سنت مرسوم سکه‌های ایرانی، به جای نام امامان شیعه، بر روی سکه‌های جدید تنها نام شاه را ضرب کردند. در نتیجه فتحعلی‌شاه مدعی استقلال تام و تمام در امر پادشاهی شد. مراسم تاج‌گذاری را در روز عید فطر و دو روز پیش از نوروز، به سال ۱۷۹۸ میلادی، برگزار کردند. شاه جدید، صدارت ابراهیم‌خان اعتمادالدوله را تأیید کرد و او به کار خود به عنوان صدراعظم ایران ادامه داد، با سلطه‌ای تقریباً چالش ناپذیر بر دیوان و سپاه.

### رویارویی با صادق‌خان
صادق‌خان شقاقی که جواهرات سلطنتی را با خود داشت، با گروهی از قبایل کرد و شاهسون که عده آن‌ها به ۱۵ تا ۲۰ هزار تن می‌رسید، یکی از بزرگ‌ترین چالش‌های آغاز سلطنت فتحعلی‌شاه را برای او ایجاد کرد. او یکی از برادران خود را به فرمانداری تبریز منصوب و دیگری را مأمور تسخیر قراچه‌داغ کرد و خود به سمت تهران به راه افتاد. زنان و فرزندان او در قزوین، بنا به دستور آقامحمدخان، اقامت داشتند و صادق‌خان خواست که آنان را آزاد کند. چون دروازه‌های قزوین را بسته یافت، شهر را محاصره کرد؛ این برای فتحعلی‌شاه زمان کافی ایجاد کرد تا قوای خود را فراهم سازد.
فتحعلی‌شاه گروهی از سپاهیان را به فرماندهی حسین‌خان قوللر آقاسی پیش از حرکت خود به سمت قزوین روانه کرد. محمدولی‌خان قاجار که در خراسان بود، با شنیدن خبر کشته شدن آقامحمدخان با ۶ هزار سپاهی به شاه جدید پیوست و فتحعلی‌شاه او را نیز راهی قزوین کرد. سپس خود به راه افتاد. در خاکعلی، نزدیکی قزوین، نبردی درگرفت و پیروزی با شاه بود. گروهی از همراهان صادق‌خان تنهایش گذاشتند. نتیجتاً به سمت سراب عقب نشست تا به برادران خود بپیوندد، اما آنان نیز به دلیل حملات طرفداران فتحعلی‌شاه مواضع خود را از دست داده بودند. شاه که به سادگی وارد قزوین شده بود، صادق‌خان را با وعده بخشش به اطاعت خواند و او نیز پذیرفت. جواهرات را پس داد و از سوی فتحعلی‌شاه به حکومت سراب و گرم‌رود منصوب شد.
مدتی بعد در جریان سفر فتحعلی‌شاه به خراسان، صادق‌خان متهم شد قصد آن داشته که با یاری خان‌های کرد خراسان، شورشی ایجاد کند. به فرمان فتحعلی‌شاه در چادری محبوس شده سپس به تهران فرستاده شد. رابرت گرنت واتسن، دیپلمات انگلیسی که این‌ها را گزارش کرده، نوشته که اکنون (سال ۱۸۶۶) آن اتاق که محبس صادق‌خان شقاقی بود، در اختیار یکی از دبیران سفارت انگلیس است. به هر روی در همان اتاق، صادق‌خان را سنگسار کردند و سپس از گرسنگی مرد. گویند فتحعلی‌شاه این شیوه مجازات را انتخاب کرد تا سوگند خود مبنی بر نریختن خون صادق‌خان شقاقی را نقض نکرده باشد.

### سرنوشت قاتلان آقامحمدخان
بنا به نوشته‌های اعتضادالسلطنه در اکسیر التواریخ و محمدتقی لسان الملک سپهر در ناسخ‌التواریخ، در جریان درگیری فتحعلی‌شاه با صادق‌خان شقاقی قاتلان آقامحمدخان توسط مأموران شاهی دستگیر شدند. اسامی این سه تن را صادق گرجی، خداداد اصفهانی و عباس مازندرانی نوشته‌اند.
با استناد به اکسیر التواریخ، خداداد اصفهانی را در قزوین گرفتار آوردند. حسینقلی‌خان، برادر فتحعلی‌شاه، دستور داد «از تیغ پاره‌پاره‌اش کردند.» صادق گرجی که به خانه پهلوان کبیر قزوین پناه برده بود را دست بسته به حکم فتحعلی‌شاه به تهران فرستادند تا «خادمان حرم را از ریختن خونی چنین تسلی خاطر حزینی حاصل گردد. اهل حرم خونش را ریختند و خاکش را بیختند.» عباس مازندرانی را هم که به کرمانشاه گریخته بود، «اهل آن دیار از کردار آن نابه‌کار استحضار یافتند، به دربار جهان‌مدارش آوردند. به حکم شهریار او را آتش زدند.» ناسخ‌التواریخ مجازات هر سه را «از هم فصل دادن با کارد و دشنه» ذکر کرده است.

### سفر خراسان

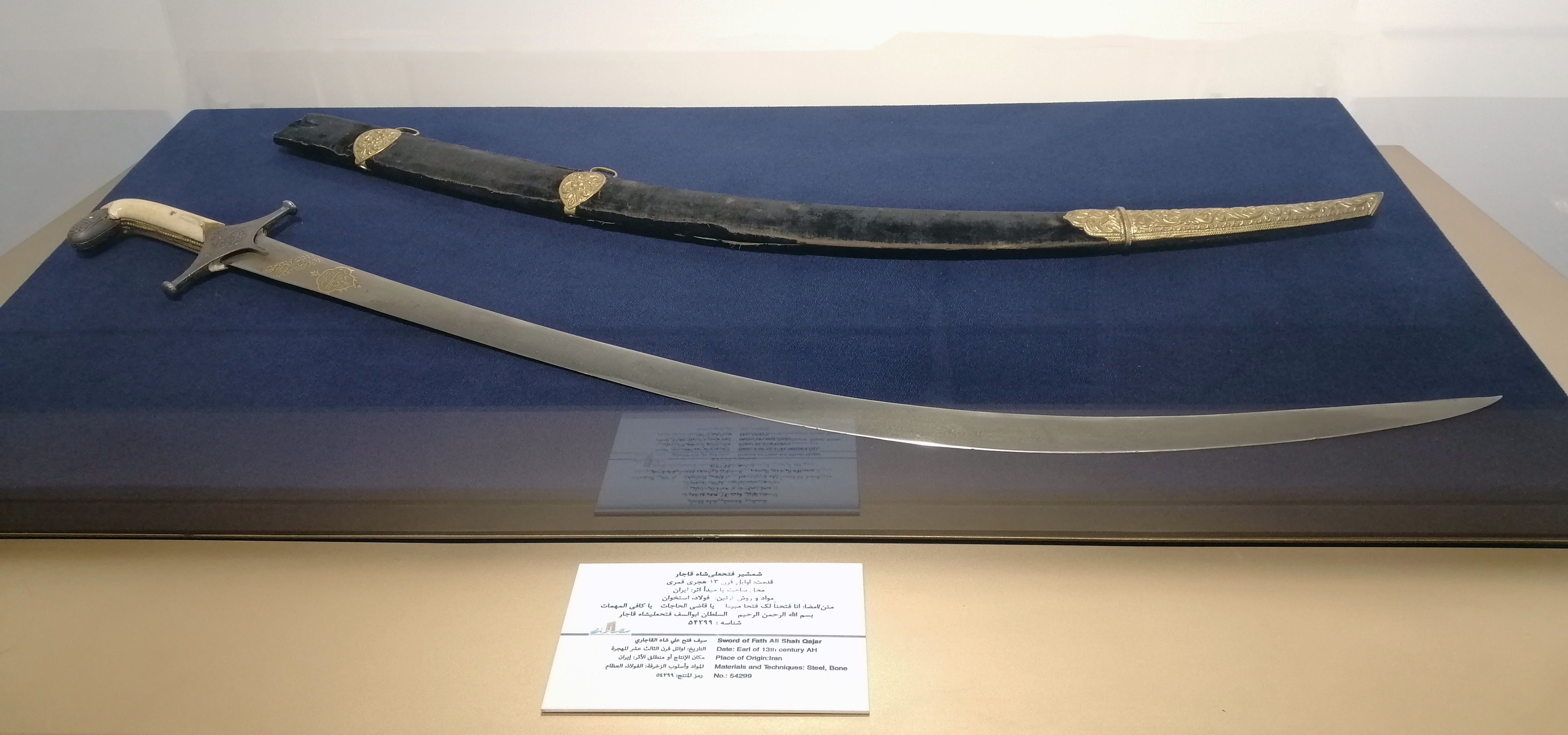
شمشیر فتحعلی‌شاه در موزه دفینه

پیش از لشکرکشی آقامحمدخان به خراسان، آن منطقه به صورت اسمی تحت حکومت شاهرخ‌شاه، نوه نادرشاه، از مشهد بود اما در عمل شاهرخ هیچ سلطه‌ای بر رؤسای قبایل نداشت. چون آقامحمدخان به آن سو لشکر کشید، شاهرخ‌شاه بدون جنگ تسلیم شد و توسط شاه جدید به تبعید فرستاده شده و در راه درگذشت. بیشتر قبایل، اطاعت از آقامحمدخان را پذیرفتند اما پیش از اینکه او بتواند حکومت مستحکمی برقرار کند، روس‌ها به قفقاز حمله کردند و مجبور شد فوراً خراسان را ترک کند. با قتل آقامحمدخان، شرایط به وضع پیشین خود بازگشت و ایلات رو به سرکشی گذاشتند.
نادر میرزا، فرزند شاهرخ که در زمان حمله آقامحمدخان از مشهد متواری شده بود، پس از قتل شاه با یاری زمان‌شاه درانی و قبایل افغان باری دیگر به مشهد بازگشت و بر شهر مسلط شد. قبایل خراسان که حکومت شاهرخ‌شاه را از یاد نبرده بودند، با او همراه شدند. این فتحعلی‌شاه را مجبور ساخت راهی شرق ایران شود. در آن وقت، پادشاه تازه مشغول درگیری با صادق‌خان شقاقی بود و چون از کار خان فارغ شد، رو به خراسان کرد. فتحعلی‌شاه سپاه خود را سه دسته کرد؛ فرماندهی یک دسته را خود برعهده گرفت و دو دسته دیگر را به صادق‌خان شقاقی و محمدولی‌خان قاجار سپرد. تابع کردن دوباره خراسان تلاش زیادی نطلبید و نادر میرزا که بخت خود را برگشته می‌دید، گریخت. سایر حکام نیز که مقاومت را بیهوده می‌دیدند، تسلیم شد. ۳ سال بعد، در سفر سوم فتحعلی‌شاه به خراسان، نادر میرزا را دستگیر کردند و به تهران فرستادند. با دستور شاه، زبان و دو دست او را بریدند و از رنج و عذاب جان داد. سایر اعضای سلسله افشاریه هم با مجازات‌هایی نظیر اعدام و نابینا شدن مواجه شدند و زنانشان هم به حرمسراهای اعضای سلسله قاجار برده شدند. پس از این سفر، خراسان آرام شده بود اما هنوز مناطقی چون بلخ و هرات از سلطه دولت ایران خارج بودند.

### شورش محمدخان زند

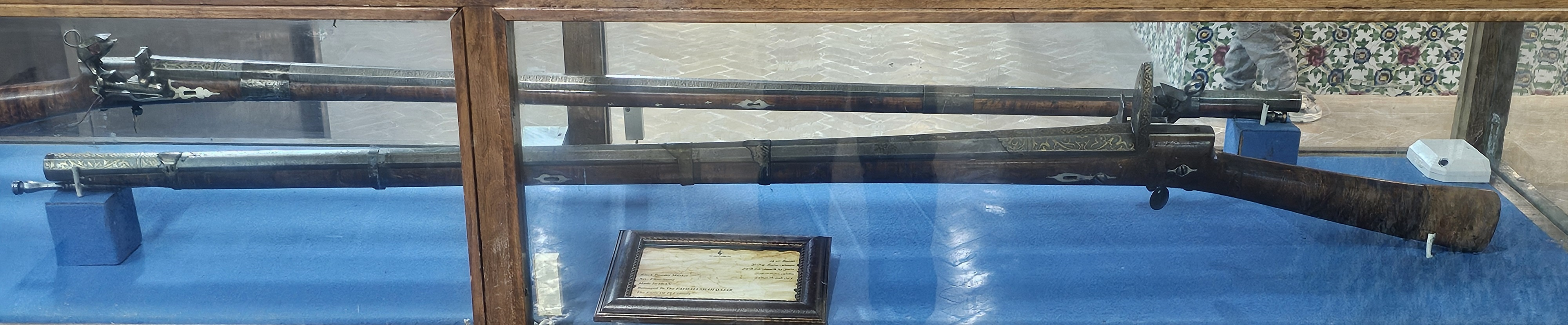
تفنگ سرپر فتحعلی‌شاه در موزه عفیف‌آباد شیراز

آخرین خطر جدی که از سوی زندیان برای قاجاریان ایجاد شد، از سوی محمدخان زند بود. او پسر زکی‌خان زند و برادرزاده کریم‌خان بود. محمدخان در زمان اقامت در بصره از قتل آقامحمدخان خبردار شد. او خود را به فارس رساند و در آنجا با کمک نجف‌خان زند، سپاهی از قبایل لرهای ممسنی و افغان‌ها گردآوری کرد. سپس رو به سوی اصفهان نهاد و با همکاری رجال شهر موفق شد بر آن مسلط شود.
فتحعلی‌شاه سپاه خود را برای سرکوب او راهی اصفهان کرد؛ در بیرون از دیوارهای شهر نبردی درگرفت و زندیان که رستم‌خان زند رهبریشان می‌کرد، شکست خوردند. اصفهان به محاصره درآمد. محمدخان که به گفته واتسن در باغی پنهان شده بود و نزدیک بود دستگیر شود، با موفقیت گریخت و خود را به کوه‌های بختیاری رساند. پس از ورود به اصفهان، فتحعلی‌شاه دستور داد حامیان ایلاتی محمدخان از جمله نجف‌خان زند را با خمپاره اعدام کنند. اما با وساطت روحانیون، پذیرفت آن دسته از رجال اصفهان که به مدعی زند یاری رسانده بودند را ببخشد.
این پایان محمدخان زند نبود. او سپاهی از لرهای بروجرد گردآورد و در نبردی خونین با نیروهای فتحعلی‌شاه که ۱۲٬۰۰۰ نفر بودند و محمدولی‌خان دولو سردارشان بود، جنگید اما شکست خورد و گریخت. در دزفول دستگیرش کردند و به فتحعلی‌شاه تحویلش دادند. او نیز حکم داد کورش کنند و در راه بصره رهایش کردند تا بمیرد. این واقعه در ژوئن ۱۷۹۸ (محرم ۱۲۱۳) رخ داد.

### یاری به شاه محمود درانی
شاه محمود درانی یکی از امیران افغان از طرف برادر خودش زمان‌شاه درانی به حاکمیت هرات گماشته شده بود، اما در سال ۱۷۹۷ بر برادر خود طغیان کرد. زمان‌شاه یکی از سرداران خود را به آن سمت فرستاد و محمود را از هرات بیرون کرد؛ او نیز به همراه پسر خود کامران میرزا از مسیر سیستان و اصفهان و کاشان خود را به تهران رساند. فتحعلی‌شاه یک ماه پس از ورود شاه محمود به پایتخت، او را بار دیگر به حاکمیت هرات منصوب کرد و به امرای خراسان امر کرد به او یاری رسانند.
شاه محمود به همراه متحدان قبیله‌ای افغان خود و نیروهای شاه ایران در فراه با قیصر میرزا، پسر زمان‌شاه، جنگید اما چون سربازان افغانش او را تنها گذاشتند، شکست خورد و دوباره به ایران بازگشت. در ۱۸۰۱، فتحعلی‌شاه مجدداً او را به حاکمیت هرات گماشت و با یاری فرمانفرمای خراسان، موفق شد شهر را تصرف کند. دو سال بعد، شاه شجاع، دیگر برادر شاه محمود، بر آن شهر تاخت و شاه محمود را بیرون راند. دو برادر شش سال آینده را به کشمکش با یکدیگر سپری کردند، تا اینکه شاه محمود موفق شد هرات و قندهار را فتح سازد. او تا سال ۱۸۲۹ تحت‌الحمایه ایران بر آن نواحی حکومت کرد. در بیشتر این دوران، دربار ایران درگیر جنگ با روسیه بود و فرصتی برای رسیدگی به وضعیت هرات برای دولت ایران پیش نیامد. پس از مرگ شاه محمود، پسر او کامران میرزا به حاکمیت هرات رسید که از ایران اعلام استقلال کرد و عباس میرزا در آخرین سال عمر خودش محمد میرزا (محمدشاه بعدی) را برای سرکوبی او راهی آن سامان کرد.

### درگیری با برادر
بزرگ‌ترین خطری که فتحعلی‌شاه در آغاز سلطنت با آن روبرو شد، شورش برادرش حسینقلی‌خان بود. حسینقلی‌خان از سوی شاه به حاکمیت فارس گماشته شده بود اما دعوی سلطنت داشت. بنا به گفته واتسن، او جمعی از بزرگان شیراز را گردآورد و از آنان دربارهٔ پیامدهای احتمالی شورش خود پرسید؛ نظرات در شورا مطابق میل او نبودند و نتیجتاً دستور داد سه نفری که مخالف بودند، از جمله میرزا نصرالله علی‌آبادی وزیر فارس و محمدزمان شیرازی برادر حاج ابراهیم، را کور کنند. سپس با سپاه کوچکی مسیر اصفهان را در پیش گرفت.
در راه، محمدولی‌خان قاجار حاکم عراق عجم به او پیوست. فتحعلی‌شاه که در خوی بود، به سرعت خود را به ساروق، نزدیکی فراهان رساند. شاه که از وفاداری فرماندهان ایلاتی قاجار، به خصوص سلیمان‌خان اعتضادالدوله که قصد داشت پس از نابودی یکی از دو برادر سلطنت را مال خود کند، مطمئن نبود، پذیرفت علاوه بر فارس، حکومت کرمان را هم به برادر خود بدهد، اما حسینقلی‌خان به جز مشارکت در سلطنت راضی نبود. نتیجتاً جنگی درگرفت که پیروزی نهایی با فتحعلی‌شاه بود؛ اما مادرشان آسیه خانم مهد علیا وساطت کرد و پادشاه پذیرفت برادرش را ببخشد و او را به حاکمیت کاشان منصوب کند.
پس از این درگیری، شاه جرئت نکرد سرداران قاجاری که حسینقلی‌خان را همراهی کردند و در میان ایلات قاجار نفوذ بسیار داشتند را اعدام کند؛ اما سایر همراهان برادر خود چون رهبران قبایل افشار، نانکلی و کلیایی را به شیوه‌هایی نظیر به میل کشیدن و به خمپاره بستن اعدام کرد.
حسینقلی‌خان سه سال بعد دوباره دست به شورش زد. این بار درویشی از قبایل بیرانوند به نام محمد قاسم بیگ، معروف به ملا بارانی، را با خود همراه کرد و در اوت ۱۸۰۱ بر اصفهان چیره شد. آنجا خطبه نماز جمعه را به نام او خواندند و سکه ضرب کرد. فتحعلی‌شاه که در این زمان پایه‌های حکومت خود را مستحکم کرده بود، بدون هیچ زحمت و درگیری اصفهان را از او پس گرفت. حسینقلی‌خان ابتدا به لرستان گریخت و سپس در حرم فاطمه معصومه بست نشست. مجتهد شهر، میرزا ابوالقاسم قمی از جانب او وساطت کرد و شاه درخواست آن روحانی را رد نکرد.
حسینقلی‌خان را به دزاشیب، روستایی در شمال تهران، بردند و آنجا به دستور شاه چشم‌هایش را کور کردند. چند سال بعد در ۱۸۰۳ میلادی، زمانی که آسیه خانم درگذشته بود، فتحعلی‌شاه دستور داد تا برادرش را اعدام کنند. برکناری و قتل صدراعظم ایران، حاج ابراهیم اعتمادالدوله، همزمان با این اتفاقات روی داد.

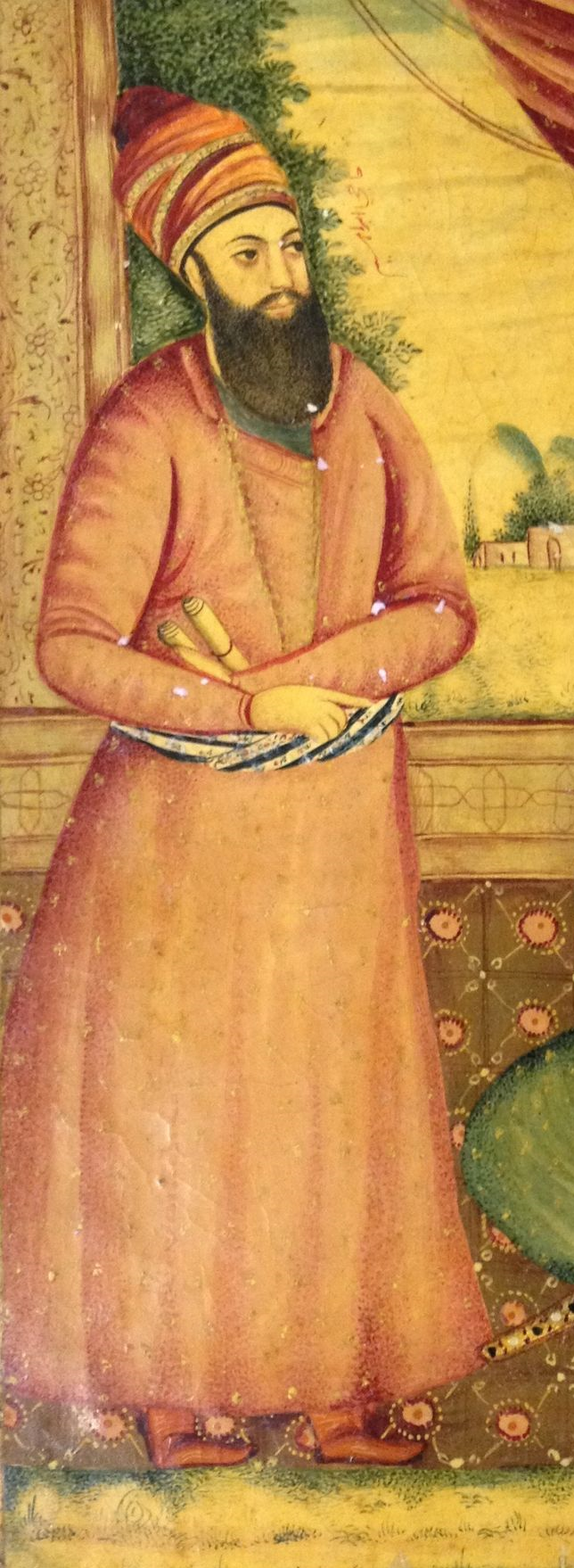
نگاره‌ای از حاج ابراهیم

### عزل و قتل حاج ابراهیم
اندکی پیش از دومین شورش حسینقلی‌خان، فتحعلی‌شاه دستور به برکناری و قتل اولین صدراعظم خود به جرم خیانت داد و بیشتر اعضای خانواده او را هم نابود کرد. در ۱۷۹۹ جان ملکم، افسر اسکاتلندی کمپانی هند شرقی، وارد ایران شد. هدف او عقد پیمانی میان ایران و انگلستان جهت مقابله با زمان‌شاه درانی بود. او به دولت ایران پیشنهاد داد که از شیعیان لاهور در برابر قبایل سنی افغان محافظت کند، اما حاج ابراهیم به او پاسخ داد که دغدغه‌های سیاسی دولت ایران از باورهای دینی آن جداست. حاج ابراهیم که مهماندار ملکم بود، خواستار روابط دوستانه میان ایران و انگلیس شد و دو عهدنامه هم با آن‌ها به امضا رساند. در همین سال‌ها بود که اندکی پیش از ترک ایران توسط ملکم در مارس ۱۸۰۱، حاج ابراهیم از نگرانی‌اش دربارهٔ امنیت جانی خود به آن افسر کمپانی گفت. رقابت‌های درون دیوان و مرگ آسیه خانم مهد علیا، مادر شاه که حاج ابراهیم را از زمان حضورش در شیراز می‌شناخت، جایگاه آن وزیر را تضعیف کرده بود. علاوه بر آن، او نفوذ زیاد خود بر شاه را هم دست داده بود. بنا به گفته ملکم، حاج ابراهیم دیگر «بدخلقی‌ها و خشونت‌های گاه‌وبیگاه» را با خوش‌رویی پاسخ نمی‌داد.

در ۱۴ آوریل ۱۸۰۱، حاج ابراهیم به پیشگاه شاه فراخوانده و متهم به خیانت علیه تاج‌وتخت شد. بنا به دستور فتحعلی‌شاه، از صدارت برکنار گشته و در حبس خانگی قرارش دادند؛ همچنین چشم‌هایش را کور کردند و زبانش را هم – احتمالاً پس از اینکه شاه را ناسپاس خطاب کرده – بریدند. همه اعضای مهم خانواده او هم بازداشت شدند. سه برادرش، عبدالرحمان (از دستیارانش)، محمدزمان (کلانتر شیراز) و محمدحسن (حاکم کهگیلویه)، را هم در کنار یکی از پسران و یکی از برادرزادگانش اعدام کردند. پسر دیگرش اسدالله‌خان حاکم بروجرد را هم نابینا کردند. اندکی پس از این اتفاقات، حاج ابراهیم را به قزوین و سپس به طالقان انتقال دادند، جایی که او را به قتل رساندند.

من می‌توانم به آسانی خودم را نجات بدهم، اما ایران دوباره درگیر جنگ خواهد شد. هدفم این بود که به کشورم یک شاه بدهم و اهمیتی نمی‌دادم که زند باشد یا قاجار؛ [تا] پایانی بر ویرانی‌های داخلی باشد.

منابع قاجاری دربارهٔ دلایل واقعی سقوط حاج ابراهیم چیز زیادی ننوشته‌اند. ظاهراً رقیبان صدراعظم او را به همکاری پنهانی با حسینقلی میرزا متهم کرده‌اند. به علاوه، مسائل دیگری هم در این تصمیم فتحعلی‌شاه تأثیرگذار بوده است. بیشتر ولایات جنوب غربی ایران، از جمله فارس، لرستان و خوزستان، تحت حاکمیت خویشان و اطرافیان او بودند. همچنین آن‌ها صاحب املاک وسیعی در فارس بودند. عدم موفقیت حاج ابراهیم در کنترل رقیبانش، از جمله میرزا شفیع مازندرانی (صدراعظم بعدی) و میرزا رضاقلی نوائی منشی‌الممالک که در برانگیختن شک شاه بی‌اثر نبودند، از دیگر دلایلی بود که سقوط اعتمادالدوله را سبب شد. ملکم که حاج ابراهیم را «به واقع یک مرد بزرگ، یک نابغه و یکی از بزرگ‌ترین دولت‌مردانی که ایران در تاریخش داشته» خطاب می‌کند، مدعی است در زمان حضورش در تهران تلاش کرده میان حاج ابراهیم و رقیبان او سازشی برقرار کند.
بنا به گفته واتسون، آقامحمدخان به فتحعلی‌شاه توصیه کرده بود «اجازه ندهد حاج ابراهیم که به ولی‌نعمت قبلی‌اش خیانت کرده، در آرامش بمیرد.» قائم‌مقام فراهانی و امیرکبیر، صدراعظم‌های شاه‌نشان دو جانشین بعدی فتحعلی‌شاه نیز با اتهامی مشابه به سرنوشتی مشابه دچار شدند.

## رویارویی با اروپاییان

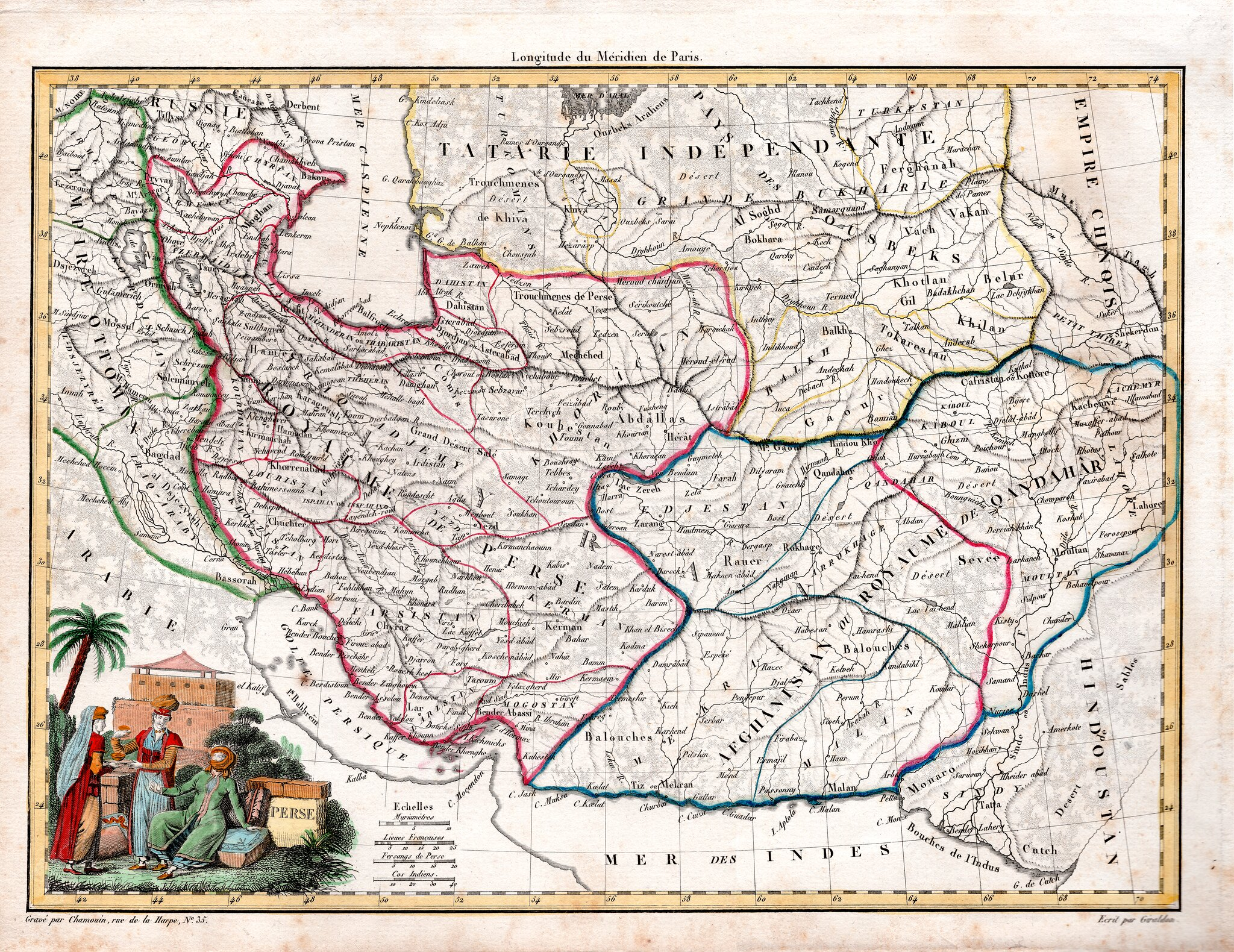
مرزهای ایران در دوره فتحعلی‌شاه (قرمز رنگ)، حکومت درانی (آبی رنگ) و خانات خیوه (زرد رنگ). کشیده شده توسط کنراد مالت برون در سال ۱۸۱۲ میلادی.

ایران درحالی با اروپا روبرو شد که به نظر می‌رسید هنوز آمادگی آن را ندارد. اگرچه این کشور در قرون اخیر قدرت مهمی در منطقه خود به حساب می‌آمد، اما از روابط میان دولت‌های اروپایی دور مانده بود. نتیجتاً زمانی که فشار قدرت‌های اروپایی را در مرزهای خود احساس کرد، ایران از کشوری که در مرکزیت جهان است و پادشاه ایران از «شاهنشاهی» که «قبله عالم» است، به یک پادشاهی رو به افول و حاکم آن به یک فرمانروای آسیب‌پذیر تبدیل شد. هرچند سفیرانی که همسایگان مسلمان ایران، چون سلاطین عثمانی، امیران و خان‌های ازبک و افغان به دربار تهران می‌فرستادند تصویر قدرتمندی از شاه و دولت ایران ارائه می‌داد، اما رویارویی با سفرای ممالک مسیحی و ارتش‌های آن کشورها در میدان جنگ نقطه ضعف‌هایش را آشکار می‌ساخت. باوجود اینکه مرزهای شرقی-غربی ایران که در گذشته اهمیت زیادی داشتند، در طی چند سال با حضور انگلیس در هند و روسیه در قفقاز جای خود را به مرزهای بسیار مهم‌تر جنوبی-شمالی دادند، اما به هر حال ایران به لطف دلایلی چون وضعیت جغرافیایی آن و مقاومت نسبی که دولت و مردم آن نشان دادند، از استعمار شدن توسط اروپایی‌ها رهایی جست.

### جنگ اول ایران و روسیه

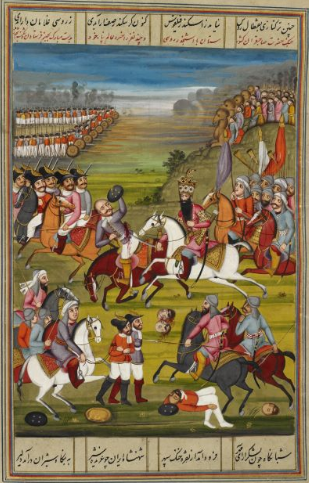
نگاره نبرد فتحعلی‌شاه با ایشپخدر روسی در جریان محاصره ایروان (۱۸۰۴) از کتاب شاهنشاه‌نامه صبا. در این نگاره فتحعلی‌شاه یک سرباز روسی را به قتل می‌رساند و فتحعلی‌شاه با عنوان شاهنشاه ایران یاد شده است.

#### زمینهٔ تاریخی
در جریان آشوبی که پس از مرگ کریم‌خان زند بر ایران حکم‌فرما بود، روس‌ها با ایراکلی‌خان، والی گرجستان عهدنامه گرجیوسک را به امضا رساندند که آن کشور را تحت‌الحمایه روسیه قرار می‌داد. آقامحمدخان که گرجستان را به عنوان یکی از ولایات ایران، از ممالک خود می‌دانست، به ایراکلی هشدار داد که عهدنامه را باطل کرده و تحت پرچم ایران بازگردد اما او نپذیرفت. نتیجتاً خان قاجار به آن سو لشکر کشید و تفلیس را فتح و غارت کرد. روس‌ها این عمل را توهینی به آبروی خود یافتند و به ایران حمله کردند اما با مرگ کاترین کبیر و به سلطنت رسیدن پاول یکم، از سن پترزبورگ دستور عقب‌نشینی آمد.
ایراکلی به سال ۱۷۹۸ میلادی درگذشت و در گرجستان جنگی داخلی درگرفت. یکی از مدعیان، گئورگی، خود را تابع روسیه اعلام کرد. فتحعلی‌شاه به او نامه زد و از او خواست که اطاعت خود از ایران را اعلام کند: «بیرق رفیع ما به سرزمین‌های شما خواهد رسید همان‌طور که در زمان آقامحمدخان اتفاق افتاد. شما سخت در معرض هلاک هستید و گرجستان باید بار دیگر از میان برود و مردم گرجستان در مقابل خشم ما تسلیم شوند.» گئورگی اگرچه به روسیه نامه زد و درخواست کمک کرد، اما به فتحعلی‌شاه پاسخ داد «می‌دانیم که تفلیس از اجزای ایران و متعلق به سلاطین کشورستان قزلباشیه است و من خود را از چاکران و متعلقان دولت قوی‌شوکت عَلِیه شاه ایران می‌شمارم.» در عین حال، پاول اول در اواخر ۱۸۰۰ م. فرمانی صادر و گرجستان را یکی از ولایات روسیه اعلام کرد. او به ایران هشدار داد که از گرجستان صرف نظر کند، اسیران حملهٔ ۱۷۹۵ م. را آزاد کند و غرامت جنگی پرداخت کند. این بخشی از سیاست‌های روسیه جهت رسیدن به هندوستان بود. اما پاول در مارس ۱۸۰۱ ترور شد.
زمانی که پتر ایوانویچ کوالنسکی که از سوی تزار مأمور مسئله گرجستان بود، به شاه ایران اطلاع داد که روسیه قصد دفاع از تحت‌الحمایه خود را دارد. حاج ابراهیم، بنا به دستور فتحعلی‌شاه، پاسخ داد «از زمانی که کره ارض به چهار بخش تقسیم شد، گرجستان… جز کشور ایران بوده اما هرگز جزئی از قلمرو روسیه نبوده… مگر در همان قضیه شاه ایراکلی… که پای در طریق دشمنی با ایران گذارد… اینک بحمدالله اقتدار سلطنت ایران به تمام و کمال تثبیت شده است.» دولت ایران وعده داد ۶ هزار سرباز جهت دفاع از ممالک خود به قفقاز خواهد فرستاد، اما در عمل چنین نکرد. الکساندر یکم، جانشین پاول، ابتدا دربارهٔ آغاز جنگ تردید داشت اما مشاورانش این جنگ را «وظیفه مقدس» او دانستند. در سال ۱۸۰۲ م. روسیه پرنس پاول دمتریویچ سیسیانف که خود از اخلاف شاهزادگان گرجی بود، را مأمور برقراری نظم در گرجستان کرد. سیسیانف که نفرتی عمیق از ایرانیان داشت، به شاه نامه نوشت که قصد دارد عظمت گرجستان را از آبخازستان و دریای سیاه تا دربند احیا کند. نتیجتاً جنگ اول ایران و روسیه با حملهٔ او به گنجه در ۱۸۰۳، تسخیر شهر در ۱۸۰۴ م؛ و کشتار مردم آن شهر، آغاز شد.

## حمله روس‌ها به قفقاز
در سال ۱۱۸۱ (۱۸۰۳ میلادی) که فتحعلی‌شاه در حال برانداختن فرزندان نادر بود، آنان را در مشهد اسیر کرده به تهران آورد و اعدام کرد و همچنین عباس میرزا نایب‌السلطنه، مشغول مقابله با ترکمن‌ها بود، خبر ورود روس‌ها به قفقاز به گوش فتحعلی‌شاه رسید. این خبر وقتی رسید که روس‌ها گرجستان را فتح کرده بودند و قصد ایروان و قره‌باغ را نمودند. گنجه را با کمک ارامنه به‌دست آورده و عده زیادی از سکنه را نابود کردند.

## جنگ سپاه ایران و روسیه در ایروان
در سال ۱۱۸۳ (۱۸۰۴ میلادی) جنگ ایران و روسیه رسماً اعلام شد. عباس میرزا، فوراً با قشون خود لشکرکشی کرد و در نزدیکی ایروان با سپاه روسیه روبه‌رو گردید. بیگلربیگی محمدخان از طایفه قاجار بود ولی با روس‌ها همکاری می‌کرد و دروازه‌های شهر را روی سپاه ایران بسته بود. عباس میرزا بارها با سپاه روس نبرد کرد و چشم زخمی به اردوی کیوان شکوه وارد آمد.
فتحعلی‌شاه تصمیم گرفت خود عازم میدان نبرد شود اما قدرت شکست روس‌ها را نداشت لذا از انگلیسی‌ها درخواست کمک نمود. محمدخان بنی به عنوان نماینده شاه به انگلستان رفت. انگلستان در قبال کمک به ایران درخواست خود مبنی بر تسلط بر جزیره هرمز و همچنین بندرها دریای خزر و بوشهر را مطرح نمود و فتحعلی‌شاه از کمک انگلیس هم مأیوس شد.

## آغاز رابطهٔ ایران و فرانسه و انعقاد عهدنامهٔ فینکنشتاین

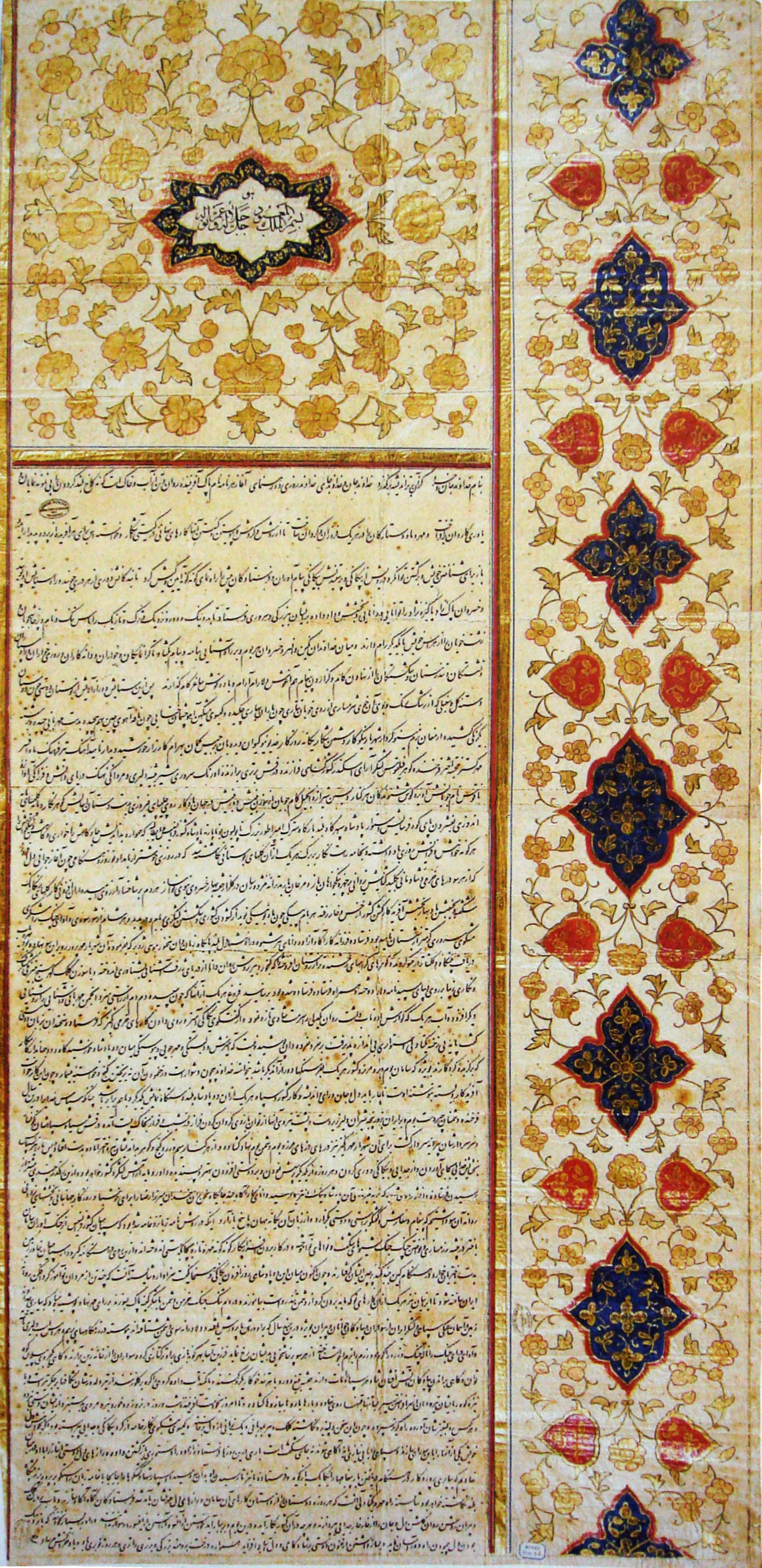
نامه فتحعلی‌شاه قاجار در پاسخ به نامه ناپلئون بناپارت. دسامبر ۱۸۰۶ در این نامه شاه ایران از ناپلئون به خاطر نامه دریافتی از پیر آمدی ژوبر قدردانی می‌کند. فتحعلی‌شاه همچنین از فرانسه درخواست آموزش نظامی برای ارتش ایران می‌نماید.

ناپلئون تمایل داشت به انگلیسی‌ها حمله کند تا فتوحات خود را گسترش دهد اما کشور انگلیس جزیره‌ای بود با نیروی دریایی قوی و مجهز، لذا تصمیم گرفت به یکی از مستعمرات انگلیس حمله کند. هندوستان مهم‌ترین مستعمره انگلیس بود. برای راه‌یابی به هندوستان بایستی روابط مثبتی با ممالک شرقی برقرار می‌شد و ایران برای این منظور مناسب بود. ایران دارای مرز مشترک با هند بود. لشکر ناپلئون می‌توانست از راه دریای مدیترانه در اسکندرون از کشتی پیاده شود و از راه بیروت و شام و عراق به ایران برسد و به همراه قشون ایران به هند حمله کند.
اسکالون تاجری فرانسوی بود که در استانبول مقیم بود و اولین اطلاعات از ایران را به مارشال برون سفیر فرانسه در دربار عثمانی داد و او این اطلاعات را به وزیر امور خارجه فرانسه رساند و سپس در اختیار ناپلئون قرار گرفت. ناپلئون فوراً افراد عالی‌رتبه خود را به همراه نامه مکتوب خود، عازم دربار ایران نمود. خبر فتوحات و رشادت‌های ناپلئون بناپارت قبلاً به گوش فتحعلی‌شاه رسیده بود و شروع ارتباط ایران و فرانسه، فرصت مناسبی برای بازگرداندن ایالات ازدست‌رفته قفقاز به ایران بود.
محمود در خصوص ارتباط مجدد با فرانسه می‌گوید: «در این مورد نصایح داوود، کشیش ارامنه هم این خیال پادشاه ایران را قوت داد و توسط مارشال برون سفیر فرانسه مقیم دربار عثمانی، نامه‌ای به امپراتور فرانسه نوشته شد و دو نفر تاجر فرانسوی به نام‌های باسکول و روسو، نماینده تجاری فرانسه در شهر بغداد، متواتراً به دولت فرانسه از اوضاع ایران راپرت می‌دادند و خواستار برقراری روابط فرانسه با ایران بودند.» سفیر ایران محمد رضا خان قزوینی، با هدایایی به ارزش تقریبی پانصد هزارتومان، به اردوگاه ناپلئون رفت و در اردیبهشت ۱۱۸۶ (می۱۸۰۷)، عهدنامه فینکناشتاین را با دولت فرانسه منعقد کرد. مطابق این عهدنامه، دو کشور ایران و فرانسه علیه دولت انگلیس متحد شدند و ایران پذیرفت تا ارتش فرانسه را برای حمله به هند یاری دهد و دولت فرانسه قول داد ایران را برای بازپس‌گیری ایالات از دست رفته توسط روسیه، یاری دهد. ژنرال گاردان با تعدادی قشون، سواره و توپخانه و افسران فرانسوی، به‌سوی ایران حرکت کردند تا سپاه ایران را برای جنگ با روس‌ها و حمله به هندوستان تعلیم دهند.

## جنگ فرانسه و روسیه و آثار آن بر ایران
ژنرال در راه رسیدن به ایران بود که بین نیروهای فرانسوی و روسی جنگی به نام جنگ ایلو درگرفت. روس‌ها شکست خوردند و در خرداد ۱۱۸۶ (ژوئن ۱۸۰۷)، پیمان صلح تیلسیت منعقد شد. دولت‌های فرانسه و روسیه تصمیم گرفتند از طریق ایران به هند حمله کنند و سواحل رود ولگا را محل تدارک لشکرکشی قراردادند. ناپلئون پذیرفت که مناطق تصرف شده ایران توسط روس‌ها، نصیب روس‌ها شود زیرا اگر در اختیار انگلیس‌ها قرار می‌گرفت، منافع فرانسه تأمین نمی‌شد. ژنرال گاردان به ایران آمد تا عهدنامه فینکنشتاین که قبلاً مورد تأیید قرار گرفته بود را در اختیار شاه ایران بگذارد و فتحعلی‌شاه دستور اخراج انگلیسی‌ها را صادر نمود.
عباس اقبال می‌گوید: «گاردان در دسامبر ۱۸۰۷ (آذر ۱۱۸۶) عهدنامه فینکنشتاین را به امضای شاه رسانید اما مفاد آن قسمت از عهدنامه که مربوط به کمک فرانسه به ایران برای حمله به روس بود، از نظر دولت فرانسه منتفی اعلام شده بود و در مورد حمله فرانسه به هندوستان از طریق ایران، ایران موظف می‌شد علاوه بر دولت فرانسه، دولت روس را به کشور راه دهد.» همچنین لوسین بناپارت برادر ناپلئون بناپارت به عنوان نماینده مقیم دربار تهران تعیین گردید. فتحعلی‌شاه از کمک فرانسه نیز قطع امید کرد.

## قرارداد مجمل ایران و انگلیس
سرجان ملکم در روز پنجشنبه ۱۹ اسفند ۱۱۸۶ (۱۰ مارس ۱۸۰۸) وارد بوشهر شد. هم‌زمان هیئت گاردان مشغول تربیت ارتش ایران به فنون نظامی بود و تلاش می‌کرد ایران را به صلح با روس‌ها تشویق کند. گاردان در نامه خود به وزیر خارجه فرانسه نوشت: «حاج محمد حسن خان الدوله در رأس هواخواهان انگلیس‌ها قراردارد.» اما فتحعلی‌شاه با تردیدی که نسبت به برقراری روابط مجدد به انگلیسی‌ها داشت، از حرکت ملکم به سمت تهران جلوگیری کرد و ملکم مجبور شد به هند بازگردد و شرایط قرارداد سیاسی ایران و انگلیس را متذکر شود.
براساس این قرارداد، ایران متعهد شده بود فرانسوی‌ها را به کشور راه ندهد. سر هارفورد جونز از دربار انگلیس مأمور شد به تهران عزیمت کند و در انتظار نتیجه مأموریت ملکم در بمبئی توقف کرد. ملکم به حکومت بریتانیایی هند پیشنهاد تصرف جزیره خارگ را مطرح نمود و نیروهای نظامی به خلیج فارس اعزام گردیدند. لندمنتو فرمانروای هند تمایل داشت با اعمال زور، ایران را وادار نماید که تسلیم شود. سر هارفورد جونز عازم تهران شد.
واتسون می‌نویسد: «جونز اظهار داشته بود که تا هیئت فرانسوی از ایران خارج نشود، وارد شهر نخواهد شد. این امر به ظاهر ناچیز می‌آمد. در واقع برای خلع سلاح کردن کامل شاه در برابر مقاصد بریتانیا بود و در واقع عهد و پیمان با فرانسه، اتحاد فرانسه با روسیه و دشمنی این دو دولت با بریتانیا و قصد حمله ایشان به هند از راه ایران و با کمک این کشور، حربه قدرتمندی بر ضد انگلیس بود. اما ایران این قدرت و صلاح را به راحتی از دست داد تا صمیمیت خود را به اطلاع انگلیسی‌ها برساند»
جونز یک روز پس از خروج گاردان، در بهمن ۱۱۸۷ (فوریه ۱۸۰۹) وارد تهران شد و در اسفند ۱۱۸۷ (مارس ۱۸۰۹) عهدنامه مجمل به امضای طرفین رسید و روابط ایران و فرانسه به مدت ۳۰ سال قطع شد. پس از امضای معاهده بین ایران و انگلیس، خبر اصلاح روابط روس‌ها و انگلیسی‌ها به ایران رسید. سر گور اوزلی نماینده انگلیس در ایران صاحب منصبان خود را که طی قرارداد ایران و انگلیس به ایران آورده بود، از لشکر عباس میرزا فراخواند و آنان را از قشون ایران خارج کرد و دخالت در نظام ایران برای آنان منع گردید.

## حمله فرانسه و تصرف مسکو

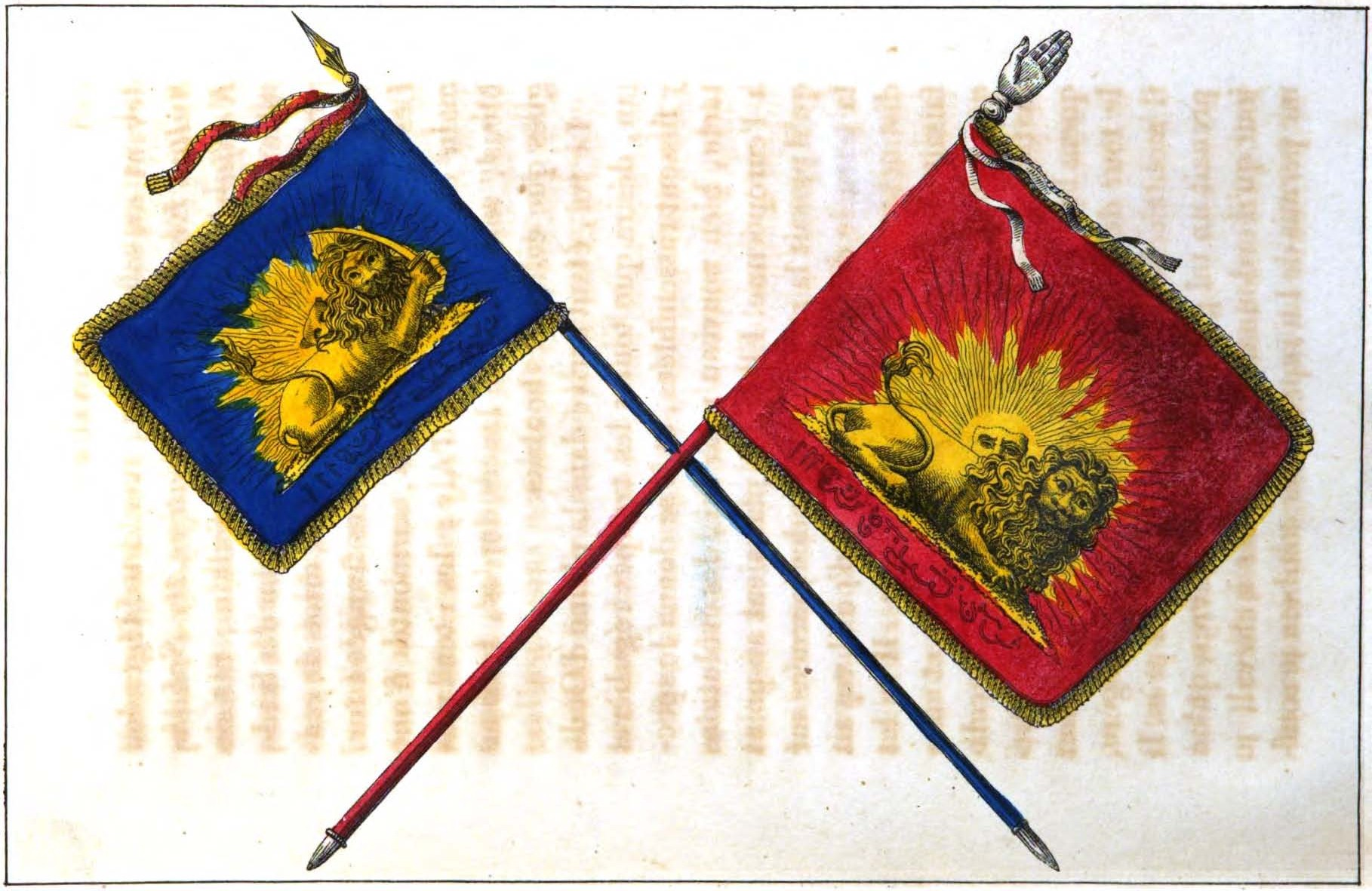
دو نوع گوناگون از پرچم ارتش فتحعلی‌شاه که در دو لشکر جنگی متفاوت به‌کار می‌رفت

تزار روس مجدداً به مخالفت با فرانسه پرداخت و برخی از بندرهای روسیه را برای تجارت انگلیس باز نمود و مانع تجارت فرانسه در این بندرها شد. او مدت‌ها بود که از ناپلئون ناراضی بود و از اتحاد با او به جز الحاق فنلاند، چیزی عایدش نشده بود. همچنین فرانسه از کمک به روس‌ها برای حمله به عثمانی سر باز می‌زد.
درخرداد ۱۱۹۱ (ژوئن ۱۸۱۲)، پیرو اولتیماتوم تزار روس به فرانسه، جنگ آغاز شد و ناپلئون بناپارت با ارتش هفتصد هزار نفری به روسیه حمله کرد. در آذر ۱۱۹۱ (دسامبر ۱۸۱۲ میلادی) مسکو فتح شد. یک روز پس از آن روس‌ها مسکو را به آتش کشیدند و بسیاری از سپاهیان ناپلئون کشته شدند و ناپلئون مجبور به عقب‌نشینی شد. تالیران در این خصوص می‌گوید: «این حادثه ناگوار برای ناپلئون آغاز پایان بود» روس‌ها پس از این پیروزی، به طرف اروپای مرکزی هجوم بردند. حکومت‌های اتریش و پروس که سربازانی در اختیار ناپلئون گذاشته بودند به ایشان پیوستند.

## عهدنامه گلستان

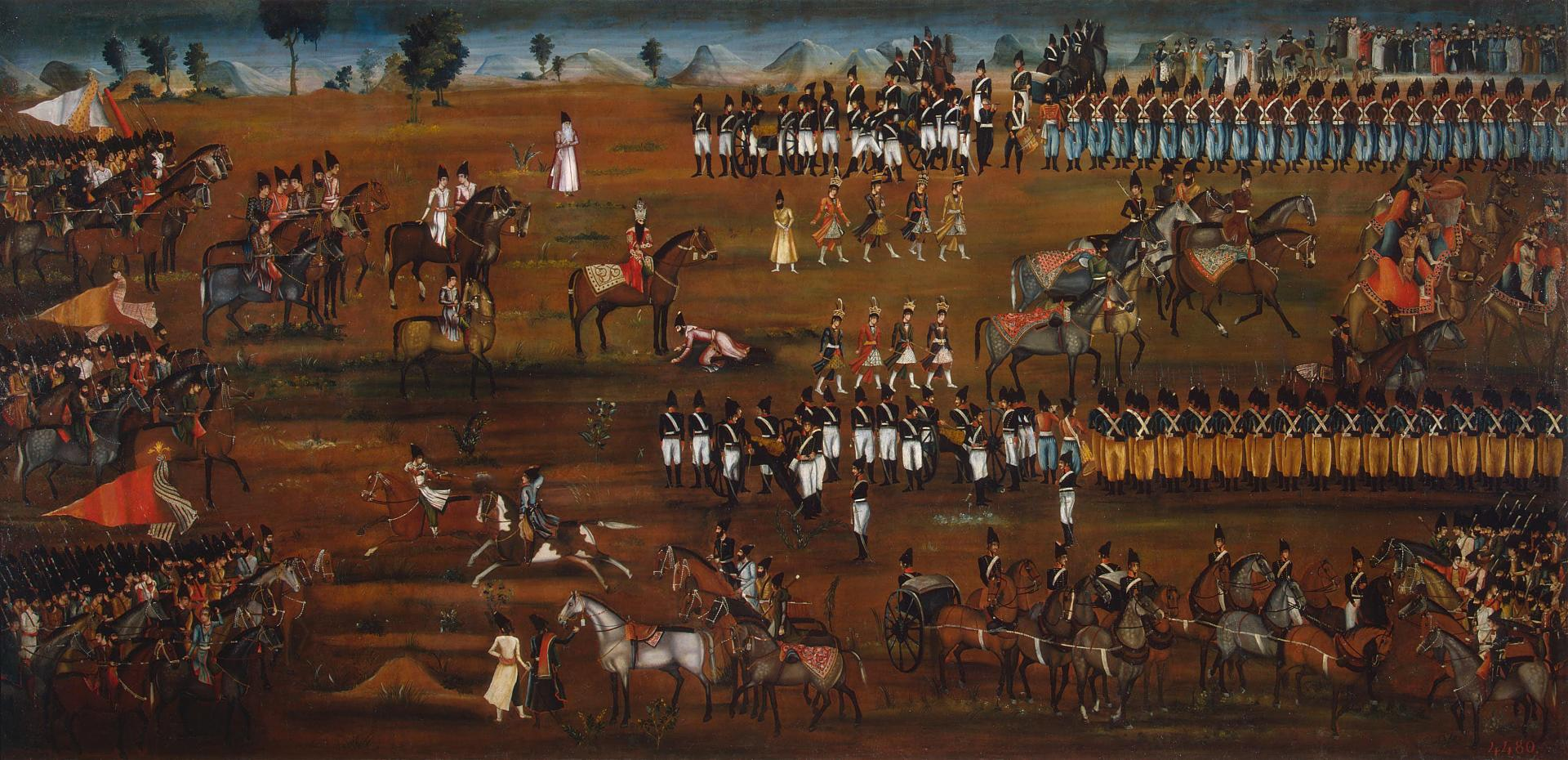
اردو زدن فتحعلی شاه در اوجان برای ادامه جنگ با روس‌ها در ۱۹ ژوئیه ۱۸۱۳.

سر گور اوزلی برای برقراری صلح ایران و روسیه شخصاً با شاه و نائب السلطنه که مخالف متارکه و صلح بود، مذاکرات تشویق‌آمیز مفصلی انجام داد و بدین منظور یک ماه در تبریز نزد عباس میرزا ماند و از آنجا با فرمانده کل ارتش قفقاز مکاتبه کرد. البته این دوره زمان مناسبی بود تا سر گور اوزلی اطلاعاتی از امکانات و نیروهای عباس میرزا و همچنین وضعیت منطقه کسب نماید. مذاکراتی بین دولت‌های ایران و روس انجام شد ولی هیچ‌کدام از طرفین به توافق نرسیدند و دوباره جنگ آغاز شد.
در ۹ آبان ۱۱۹۱ (۳۱ اکتبر ۱۸۱۲) نیروهای روسیه در نبرد اصلاندوز به سپاه عباس میرزا حمله کردند و تپه مشرف به اردوگاه آنان را تصرف نمودند. در این جنگ سپاه ایران به سختی شکست خورد و به تبریز عقب‌نشینی کرد و روس‌ها مهمات سپاه را به غنیمت بردند؛ همچنین سپاه ایران در نبرد لنکران (۱۳ ژانویه ۱۸۱۳) نیز شکست سنگینی خورد. روس‌ها به کمک انگلیسی‌ها تدارک آخرین جنگ با قوای جدید ناپلئون را می‌دیدند. ایران نیز در تهیه و تدارک قوای جدید برای حمله به روس‌ها بود ولی با وساطت انگلیس عهدنامه گلستان امضا شد.
واتسون می‌نویسد: «بنا به درخواست حاکم گرجستان سر گور اوزلی معاهده صلحی میان طرفین برقرار کرد (اکتبر ۱۸۱۳) که به موجب آن ایالات گرجستان و دربند، بادکوبه و شیروان و شکی، گنجه و قراباغ و مغان و قسمتی از تالش را به روس‌ها واگذار کردند و ایران از هر گونه حقوقی که بر قسمت‌های دیگر قفقازیه داشت صرف نظر کرده موافقت نمود در دریای خزر ناو جنگی نداشته باشد و روسیه تعهد کرد ولیعهد را برای رسیدن به سلطنت یاری نماید.»
سر پرسی سایکس می‌نویسد: «در ارتباط با صلح گلستان روسیه نمی‌توانست به جنگ با ایران ادامه دهد و شاید کمتر از آنچه در عهدنامه گلستان ممکن بود به دست آورد بسازد، اما سفیر انگلیس که خود را بین ایران و روس انداخته بود موجب عهدنامه صلح گردید» و موقعیت روسیه و انگلیس تثبیت شد.

## قرارداد ۱۸۱۴

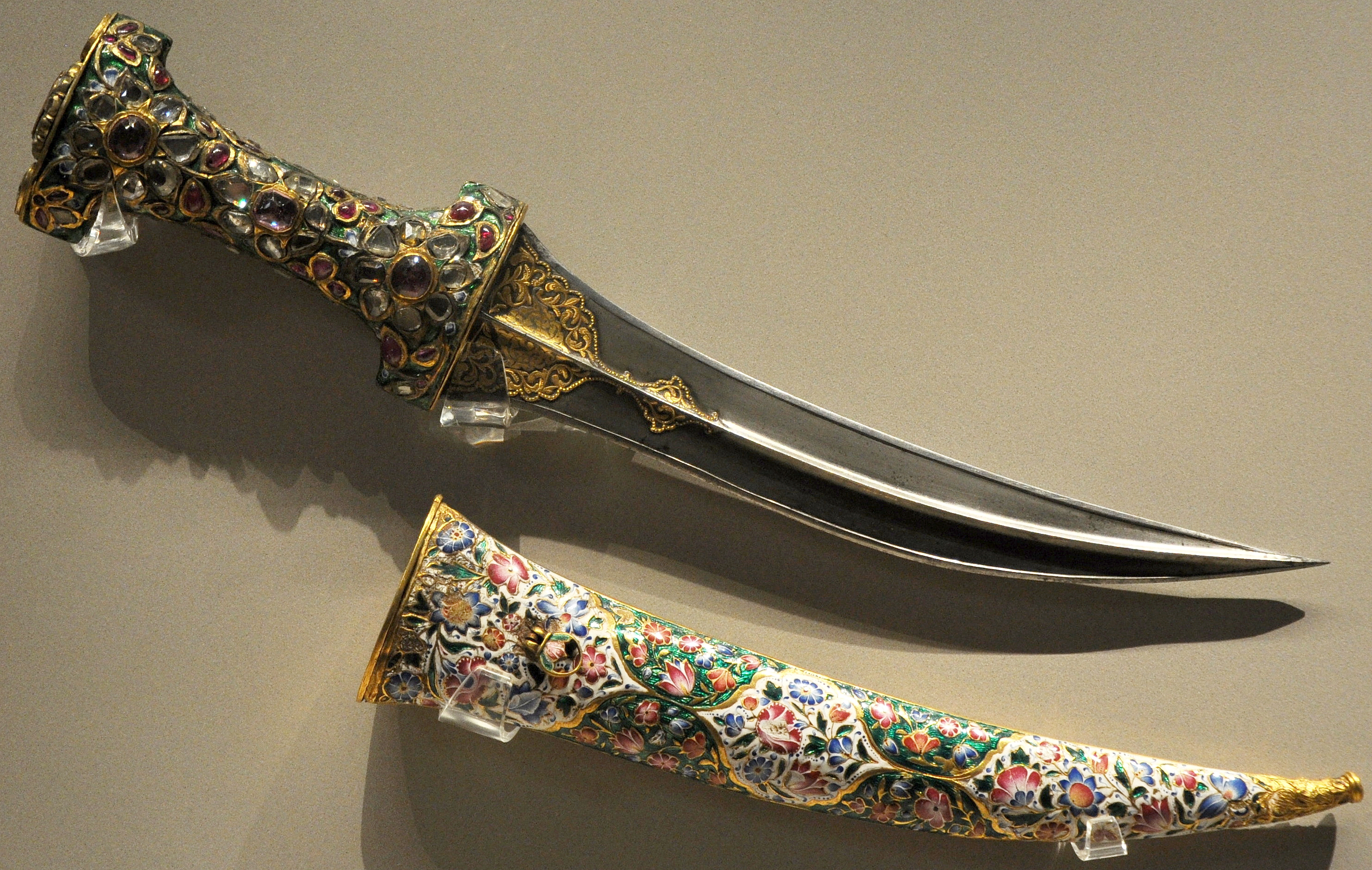
خنجر جواهرنشان فتحعلی‌شاه در موزه ویکتوریا و آلبرت

ارتش ناپلئون در نبرد لایپزیگ با روس‌ها در هم شکست ولی انگلیس به تنهایی نمی‌توانست فرانسه را شکست دهد لذا می‌کوشید تا با دولت‌های اروپایی، هم‌پیمان شود. در اسفند ۱۱۹۲ (مارس ۱۸۱۴ میلادی) دولت‌های روسیه، پروس، اتریش و انگلیس اتحادیه‌ای تشکیل دادند. ناپلئون در ۱۵ فروردین ۱۱۹۳ (۴ آوریل ۱۸۱۴) استعفا داد و به جزیره آلب واقع در نزدیکی ساحل ایتالیا تبعید شد.

## آموزش ارتش ایران
پس از انعقاد عهدنامه گلستان، عباس میرزا در صدد بود برای تقویت نظامی، افرادی را برای تعلیم نظامی قشون ایران استخدام کند.
لرد کرزن می‌نویسد: «در سال ۱۸۱۵ (۱۱۹۳ هجری شمسی) عباس میرزا مجدداً مایل بود صاحب منصبان نظامی از فرانسه استخدام کند ولی به مقصود نرسید و از این خیال در گذشت و تصمیم گرفت عده‌ای از جوانان ایرانی را به اتفاق کلنل دارسی به انگلیس بفرستد. بعضی از صاحب‌منصبان فرانسوی در قشون محمدعلی میرزا در کرمانشاهان، مشغول تعلیم کردها بودند ولی بعدها دیگر چندان توجهی به این موضوع نداشتند.»

## حمله عباس میرزا به سپاه روسیه

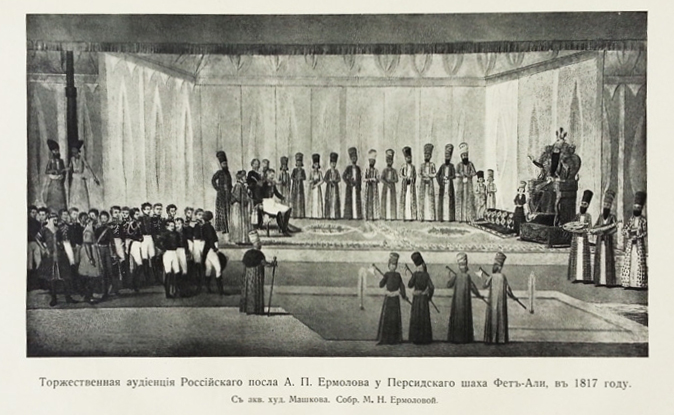
مذاکرات فتحعلی‌شاه با ژنرال یرمولوف در سال ۱۸۱۷

دوره دوم جنگ‌های ایران و روسیه بدون اعلان رسمی آغاز شد. فتحعلی‌شاه قاجار مایل به جنگ با روس‌ها نبود و تصمیم گرفت با ایشان صلح کند. در مرداد ۱۲۰۰ (اوت ۱۸۲۱) میرزا داوود خان ارمنی به عنوان سفیر عازم سن پترزبورگ شد. اما ژنرال یرمولف با عبور داود خان از قفقازیه مخالفت کرد و سفیر عثمانی راه عثمانی و لهستان را پیش گرفت.
در استانبول داود خان با سفیر اتریش ملاقات کرد و از او درخواست نمود تا در ارتباط با ایران و روسیه میانجیگری کند. سفیر اتریش پیشنهاد کرد داود خان نامه‌ای برای پرنس مترنیخ صدراعظم اتریش تنظیم نماید و ضمن تشریح سابقه اختلاف روسیه و ایران، درخواست خود را مبنی بر میانجیگری اتریش اعلام نماید.
در خرداد ۱۲۰۵ (ژوئن ۱۸۲۶) عباس میرزا به سپاه روس‌ها حمله کرد و تالش و لنکران را آزاد نمود ولی گوی‌چای و بالغ لو به دست روس‌ها افتاد و قلعه شوشی محاصره شد. اهالی گنجه قیام کردند و پادگان روس‌ها را در این شهر قتل‌عام نمودند لذا ارتش ایران به راحتی شهر را تصرف کرد. این قیام به تمام مناطق مسلمان‌نشین قفقاز سرایت کرد و در طول سه هفته اغلب نقاطی که در عهدنامه گلستان در اختیار روس‌ها قرار گرفته بود آزاد شد. جوابی از پرنس مترنیخ دریافت نشد و داود خان به لهستان رفت. در آذر ۱۲۰۵ (دسامبر ۱۸۲۶)، گراف سنلر وزیر خارجه روسیه، مأموری مرزی نزد سفیر ایران فرستاد و اعلام کرد که مذاکرات متارکه جنگ بین فرماندهان نظامی آغاز شده و نیازی به آمدن داود خان به سن پترزبورگ نیست.
علت واقعی جواب منفی روس‌ها این بود که در شهریور ۱۲۰۵ (سپتامبر ۱۸۲۶) ژنرال یرمولف به سرعت سازمان نظامی خود را اصلاح کرده و از تأخیر عباس میرزا در اطراف قصبه شیشه‌ای استفاده کرده با پنج هزار نیروی تازه‌نفس اقدام به حمله متقابل کرد. جنگ شکمور اولین برخورد بین سپاهیان ایران و روس بود که سواره نظام ایران به دست روس افتاد و محمد میرزا (ولیعهد دوم) به دست قزاقان روسی اسیر شد ولی با کمک یکی از رؤسای شاهسون نجات یافت.

## عهدنامه روسیه و انگلیس و فرانسه
روسیه قصد داشت استانبول را تصرف کند و انگلیس تمایل داشت با کمک روس‌ها عثمانی را تقسیم کند، اما نمی‌خواست روسیه یکه‌تاز باشد و به عنوان قهرمان استقلال ملل بالکان عرض اندام نماید. از این رو در خرداد ۱۲۰۶ (ژوئیه ۱۸۲۷) عهدنامه‌ای میان دولت‌های روسیه، بریتانیا و فرانسه منعقد کرد که از انقلاب یونان علیه عثمانی دفاع کند.

## عهدنامه ترکمان‌چای
در مرداد ۱۲۰۶ (اوت ۱۸۲۷) جنگ سختی بین روسیه و ایران در سواحل شمالی رود ارس درگرفت. ایران از داشتن کشتی جنگی در دریای خزر محروم گردید و مجبور به پرداخت مالیات شد. قصبه عباس‌آباد و اردو آباد توسط روس‌ها تصرف شد. عباس میرزا لشکر گراکوفسکی را در نزدیک کلیسای اچمیادزین و نیروهای ژنرال آرسیتوف را در حوالی نخجوان منهدم و وادار به عقب‌نشینی کرد. روس‌ها به اختلاف نظر فتحعلی‌شاه و عباس میرزا در ادامه جنگ با خود پی بردند و به حملات متقابل پرداختند. در ماه اکتبر ژنرال پاسکویچ پس از هشت روز جنگ خونین ایروان را فتح کرد و تمام سرزمین‌های ماوراء ارس به دست روس‌ها افتاد. ژنرال آرسیتوف با سپاه شش هزار نفری از رود ارس گذشت و وارد تبریز شد و تبریز را فتح نمود.
لرد کرزن می‌نویسد: «روزنامه رسمی روسیه در پترزبورگ در فتح تبریز که به دست قشون روس افتاد، غلو کردند، فرمانده قشون روس نیز در آذربایجان از پارچه ایرانی بیرقی ترتیب داده آن را با گلوله سوراخ سوراخ نموده برای امپراتور فرستادند تا معلوم باشد قشون روس چه فتح نمایانی کرده است. آن بیرق به امپراتوری در کاخ بزرگ کرملین مسکو در موزه جای داده شد. به‌علاوه پانزده عدد کلید بسیار ضخیم درست کرده به پایتخت روس فرستادند به عنوان اینکه حاکم شهر تبریز این کلیدها را به فرمانده قشون روس تسلیم نموده است. در صورتی که شهر تبریز فقط هشت دروازه دارد.»
همچنین اختلافاتی در خصوص قرار داد گلستان مطرح شد. سر گور اوزلی، شاه را هنگام انعقاد قرارداد فریب داده بود و در قرارداد ابهامی ایجاد کرده بود که طی آن روس‌ها سه منطقه که کاملاً به ایران تعلق داشت را طلب می‌کردند که عمده‌ترین آن گوگچای در نزدیکی ایروان بود؛ لذا حکومت گرجستان گوگچای را تصرف کرد.
فتحعلی‌شاه در فکر آزادسازی شهرهای قفقاز بود ولی حاضر نبود برای حمایت مردم و سازماندهی سپاه اقدامی نماید. مردم مسلمان و مسیحی از آزار روس‌ها به ستوه آمده بودند و نمی‌توانستند ذلت و حقارت را تحمل کنند و به تظاهرات ملی مذهبی پرداختند که به گفته واتسون، پس از دوره نادر شاه نظیر نداشت. اما ملت نتیجه‌ای از قیام خود نگرفتند و دچار اندیشه‌ای عمیق گشتند. اندیشه برای برداشتن استبداد از پیش پای ملت. سرانجام همان ضعف فرماندهی و ناتوانی دستگاه‌های دولتی و ناهماهنگی سازمان حکومتی با احتیاجات و خواست‌های ملی در هنگام جنگ موجب شد دوباره همان بی‌انضباطی‌ها و تفرقه‌ها و شکست‌هایی که به دنبال پیروزی اولیه حاصل می‌آمد، دامنگیر ارتش ایران شود.
مجدداً در گنجه میان چهارده تا پانزده هزار سرباز روس، و سی و پنج هزار سواره و پیاده و توپچی ایران جنگ درگرفت. بین فرزندان شاه با یکدیگر اختلاف پیش آمد و موجب دلسردی قشون و ضعف فرماندهی گردید، آصف‌الدوله مسئول رساندن وسایل جنگی به ارتش ایران، از میدان گریخت و بلافاصله یک صدو پنجاه مایل از گنجه دور شد، سپاه ایران شکست خورد و عقب‌نشینی کرد.
لرد کرزن می‌نویسد: «کتابخانه معتبری در اینجا (اردبیل) بود ولی در جنگ ایران و روس در سال ۱۲۰۷ (۱۸۲۸ میلادی) روس‌ها اینجا را غارت کرده، کتب ذی‌قیمت خطی آن را به حکم ژنرال پاسکویچ به کتابخانه امپراتوری در سن پترزبورگ انتقال دادند.»
عباس میرزا مکرر شکست خورد و پیشنهاد صلح را پذیرفت و عهدنامه ترکمانچای منعقد شد که مطابق آن ایران، خانات ایروان و نخجوان را به روس‌ها واگذار کرد و از حقوق خود برای کشتیرانی در دریای خزر محروم شد و متعهد شد تا مبلغ پنج میلیون تومان غرامت جنگی پرداخت نماید. در فصل دهم عهدنامه قرار شد تا گفتگوی تجاری به عنوان متمم عهدنامه سیاسی بین دولت‌های ایران و روسیه برقرار شود از جمله این که روسیه واجد حقوق کاپیتولاسیون در ایران شد و حقوقی در ارتباط با مداخله در ارتباط با امور اتباع روس در کشور به‌دست‌آورد.

## قتل گریبایدوف
الکساندر گریبایدوف به عنوان وزیر مختار روسیه برای پیگیری مفاد عهدنامه ترکمنچای و دریافت غرامت از ایران در سفری که به تهران داشت متوجه شد تعدای از زنان گرجی در منازل رجال ایرانی به سر می‌برند. او طبق مفاد ماده سیزده عهدنامه ترکمنچای آنان را اسیر تلقی کرد و از دولت ایران درخواست استرداد آنان را داشت. با کمک و هدایت میرزا یعقوب ارمنی، یکی از خواجه سرایان حرم‌سرای فتحعلی‌شاه، که با خانواده‌های رجال ایران آشنا بود به بازرسی خانه شخصیت‌های سرشناس و مطالبه زنان گرجی پرداخت. سرانجام با پافشاری گریبایدوف دو زن گرجی، که به گفتهٔ ایرانیان مسلمان شده بودند و در منزل آصف‌الدوله، وزیر امور خارجه وقت، به سر می‌برند، به هیئت روسی تحویل داده شدند. این موضوع به بسته شدن بازار و ناآرامی در میان مردم منجر شد و پس از آن‌که میرزا یعقوب به سفارت روسیه پناهنده شد؛ عده‌ای از مردم، به تحریک مجتهدی به نام میرزا مسیح مجتهد، در ۲۲ بهمن ۱۲۰۷ هجری شمسی (۱۱ فوریه ۱۸۲۹ میلادی، ۶ شعبان ۱۲۴۴ هجری قمری) به سفارت روسیه حمله کردند و هر کس را یافتند کشتند و تنها مالتسوف، دبیر اول سفارت جان سالم به در برد. سرانجام جنازه مثله شده گریبایدوف شناسایی و به تفلیس فرستاده و در همان شهر دفن شد.
ایران و روسیه در آستانهٔ جنگ دیگری قرار گرفتند که با اعزام خسرو میرزا فرزند عباس میرزا به مسکو با در دست‌داشتن نامه عذرخواهی فتحعلی‌شاه برای تزار نیکلای یکم، کار به مصالحه کشید و میرزا مسیح به تقاضای دولت روس به عتبات تبعید شد. شاه ایران، برای جلوگیری از جنگ دیگری که پیروزی آن غیرممکن به نظر می‌رسید الماس بسیار بزرگی را (معروف به الماس شاه) همراه فرستاده‌اش، تقدیم به تزار روسیه کرد. پس از آن روابط ایران و روسیه کم‌کم بهبود یافت و روس‌ها از قتل گریبادوف چشم‌پوشی کردند.

## عهدنامهٔ ارزروم
در اواخر سلطنت فتحعلی‌شاه، رفت‌وآمد ایل‌های کرد چادرنشین در مناطق مرزی ایجاد اشکال نمود و عباس میرزا برای تثبیت اوضاع به غرب لشکرکشی و تا بغداد پیشروی کرد. دولت عثمانی تقاضای صلح کرد و در شهر ارزروم در ۱۹ ذیقعده ۱۲۳۸ قمری عهدنامهٔ ارزروم اول بین ایران و عثمانی به امضا رسید. (البته در اواخر ربیع‌الثانی ۱۲۳۹ قطعیت یافت)

## لشکرکشی محمد میرزا به هرات و مرگ عباس میرزا
در سال ۱۲۱۱ (۱۸۳۳ میلادی) محمد میرزا پسر عباس میرزا به هرات لشکرکشی کرد و کامران میرزا امیر هرات را شکست داد اما به‌علت مرگ ناگهانی عباس میرزا، در مشهد با امیر هرات پیمان صلح منعقد نمود که طی آن قرار شد هرات به ایران خراج بپردازد و استحکامات تیموریان را خراب کند. محمد میرزا که ۲۸ ساله بود، بلافاصله خود را به تهران رساند و به ولیعهدی انتخاب شد.

## زندگی خصوصی و فرزندان

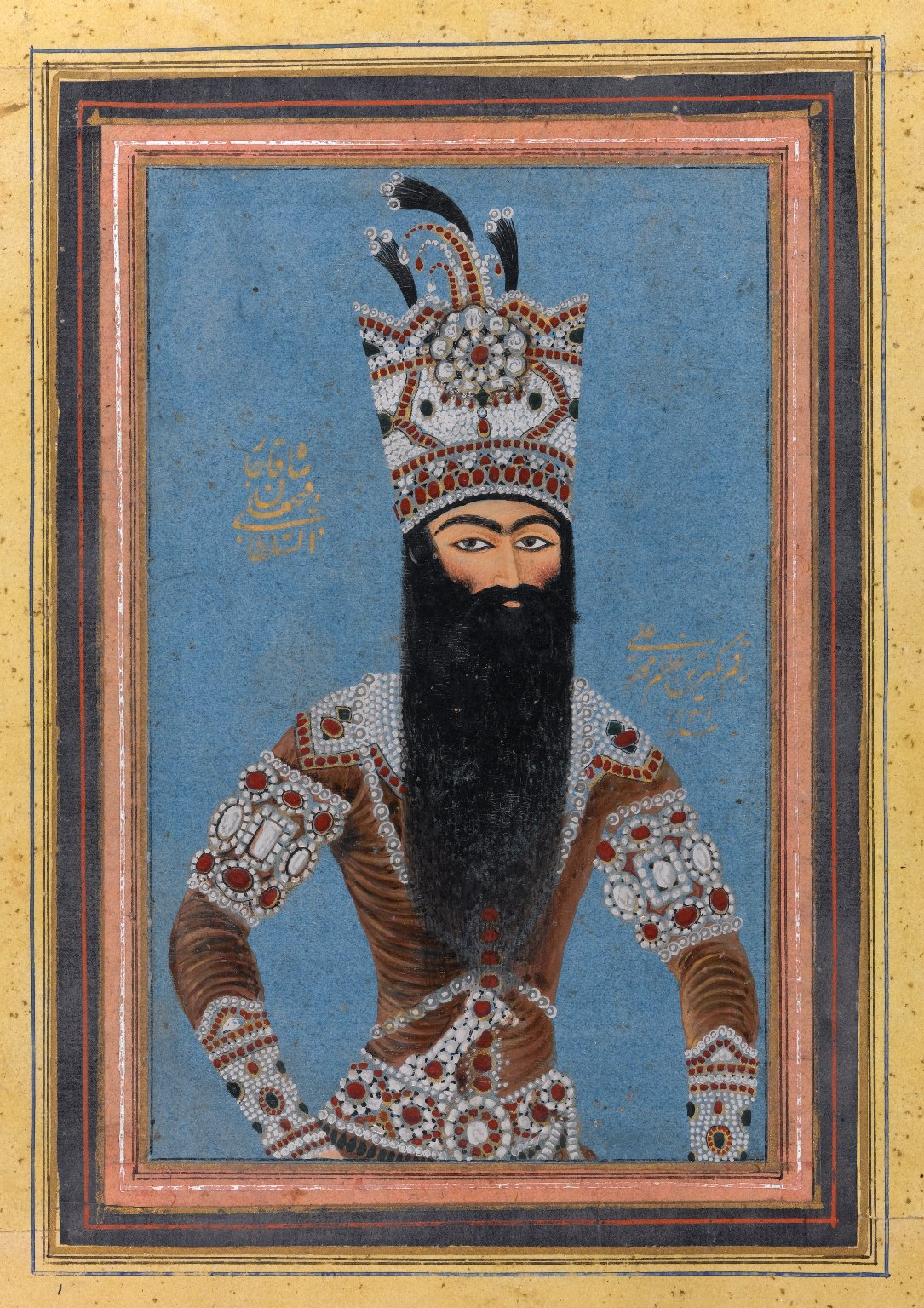
پرتره فتحعلی‌شاه اثر مهرعلی نقاش در موزه بروکلین

تعداد زنان وی را متفاوت ذکر کرده‌اند. سرهنگ دروویل فرانسوی ۷۰۰ و سرهنگ استوارت که یک سال بعد از مرگ او به ایران آمده ۱۰۰ و بی نینگ ۸۰۰ و مادام دیولافوا ۷۰۰ و مارخام ۳۰۰ و سپهر بیش از هزار یاد کرده‌اند.
بعضی منابع، تعداد همسران وی را ۱۸۹ همسر به همراه ۱۴۴ فرزند پسر ذکر کرده‌اند. آقامحمدخان که خود ناتوان از زناشویی بود همواره برادرزادهٔ خود را ترغیب به ازدواج و آوردن فرزند می‌کرد و برای هر فرزند جدید به او پاداش می‌داد.
به استناد یکی از اشعار مولانا رضا بهاری متخلص به گوچک رضا از شاعران معاصر فتحعلی‌شاه، وی حدود سیصد فرزند مذکر داشته است: تابعنده اوچ یوز اوغلی وارده ________ ایران باباخان قالمدی دنیا.
اولین همسر فتحعلی‌شاه بدر جهان خانم دختر جعفر خان عرب عامری (حاکم بسطام) بود که در سال ۱۱۹۶ ه‍.ق (۱۱۶۱ خورشیدی؛ ۱۷۸۲ میلادی) باباخان با او عقد نمود. نخستین فرزند فتحعلی شاه هم از بطن بدرجهان خانم بود به اسم همایون‌خانم (ملقب به خانم‌باجی) که همسر  میرزا ابراهیم خان ظهیرالدوله (حاکم کرمان) بود.
| ردیف   | نام                   | تولد        | مرگ                | نام مادر          | یادداشت |
| پسران  | پسران                 | پسران       | پسران              | پسران             | پسران |
| ------ | --------------------- | ----------- | ------------------ | ----------------- | --- |
| ۱      | محمدعلی میرزا         | ۱۷۸۹ آمل    | ۱۸۲۱ مدائن         | زیباچهر خانم گرجی | معروف به دولتشاه |
| ۲      | محمدقلی میرزا         | ۱۷۸۹ آمل    | ۱۸۷۲ تهران         | آسیه‌خانم قوانلو   | معروف به ملک‌آرا |
| ۳      | محمدولی میرزا         | ۱۷۸۹ آمل    | ۱۸۶۴ تهران         | بی‌بی کوچک خانم    | |
| ۴      | عبّاس میرزا            | ۱۷۸۹ آمل    | ۱۸۳۳ مشهد          | آسیه‌خانم دولو     | معروف به نایب‌السلطنه |
| ۵      | حسین‌علی میرزا         | ۱۷۸۹ آمل    | ۱۸۳۵ تهران         | بدر جهان خانم     | معروف به فرمانفرما |
| ۶      | حسنعلی میرزا          | ۱۷۹۰ آمل    | ۱۸۵۵ تهران         | بدر جهان خانم     | معروف به شجاع‌السلطنه |
| ۷      | محمدتقی میرزا         | ۱۷۹۱        | ۱۸۵۳ تهران         | زینب خانم         | معروف به کدخدای عراق عجم و حسام‌السلطنه |
| ۸      | علی‌نقی میرزا          | ۱۷۹۳        |                    | بیگم جان خانم     | معروف به رکن‌الدوله |
| ۹      | شیخ‌علی میرزا          | ۱۷۹۶ شیراز  | ۱۸۷۴ تبریز         | مریم بیگم زند     | معروف به شیخ‌الملوک |
| ۱۰     | علی میرزا             | ۱۷۹۶ شیراز  | ۱۸۵۵ کربلا         | آسیه‌خانم دولو     | معروف به عادلشاه و ظل‌السلطان |
| ۱۱     | عبدالله میرزا         | ۱۷۹۶ شیراز  | ۱۸۶۲               | کلثوم خانم        | |
| ۱۲     | امام‌وردی میرزا        | ۱۷۹۷ مرند   | ۱۸۳۷+ عتبات عالیات | بیگم جان خانم     | معروف به کشیک باشی |
| ۱۳     | محمدرضا میرزا         | ۱۷۹۷ شیراز  |                    | مریم خانم         | |
| ۱۴     | محمود میرزا           | ۱۷۹۹        | ۱۸۵۵ تبریز         | مریم خانم         | |
| ۱۵     | حیدرقلی میرزا         | ۱۷۹۹        |                    | خیرالنساء خانم    | |
| ۱۶     | همایون میرزا          | ۱۸۰۲        | ۱۸۵۷ تهران         | مریم خانم         | |
| ۱۷     | الله وردی میرزا       | ۱۸۰۲        |                    | نقیه بادام        | |
| ۱۸     | اسماعیل میرزا         | ۱۸۰۲        | ۱۸۶۲ تبریز         | زلیخا خانم        | |
| ۱۹     | احمدعلی میرزا         | ۱۸۰۴        | ۱۸۵۵               | مریم خانم         | |
| ۲۰     | علیرضا میرزا          | ۱۸۰۴        |                    | مریم خانم         | |
| ۲۱     | کیقباد میرزا          | ۱۸۰۷        |                    | شاه پسند خانم     | |
| ۲۲     | بهرام میرزا           | ۱۸۰۷        |                    | شیخ خانم          | |
| ۲۳     | شاپور میرزا           | ۱۸۰۷        |                    | زیباچهر خانم      | |
| ۲۴     | ملک قاسم میرزا        | ۱۸۰۷        | ۱۸۶۰               | بیگم جان خانم     | |
| ۲۵     | منوچهر میرزا          | ۱۸۰۷        |                    | ستاره خانم        | |
| ۲۶     | هرمز میرزا            | ۱۸۰۷        |                    | سکینه خانم        | |
| ۲۷     | ملک‌ایرج میرزا         | ۱۸۰۷        | ۱۸۷۷ تهران         | شاه‌پری خانم       | |
| ۲۸     | کیکاووس میرزا         | ۱۸۰۸        | ۱۸۶۷ تهران         | شاه پسند خانم     | معروف به شهاب السلطنه |
| ۲۹     | محمد میرزا            | ۱۸۰۸ تبریز  | ۱۸۴۷ تجریش، تهران  | گلین خانم         | محمد شاه قاجارمحمد میرزا فرزند عباس میرزا و نوه فتحعلی شاه می‌باشد |
| ۳۰     | شاه قلی میرزا         | ۱۸۰۹        |                    | خاتون جان خانم    | |
| ۳۱     | محمد مهدی میرزا       | ۱۸۰۹        |                    | مشتری باجی        | |
| ۳۲     | کیخسرو میرزا          | ۱۸۱۰        |                    | شاه پسند خانم     | معروف به سپه سالار |
| ۳۳     | کیومرث میرزا          | ۱۸۱۰        | ۱۸۷۲ تهران         | پری‌شاه خانم       | معروف به ملک‌آرا |
| ۳۴     | جهانشاه میرزا         | ۱۸۰۸ تهران  | ۱۸۳۶ تهران         | مریم خانم         | |
| ۳۵     | سلیمان‌میرزا           | ۱۸۱۱        | ۱۸۴۵- کربلا        | جیران خانم        | |
| ۳۶     | فتح‌الله میرزا         | ۱۸۱۱ تهران  | ۱۸۶۹ تهران         | سنبل باجی         | معروف به شعاع السلطنه |
| ۳۷     | ملک منصور میرزا       | ۱۸۱۱        | ارومیه             | بیگم جان خانم     | |
| ۳۸     | بهمن میرزا            | ۱۸۱۱        | ۱۸۶۰ تهران         | خازن‌الدوله        | معروف به بهاءالدوله |
| ۳۹     | سلطان‌محمد میرزا       | ۱۸۱۳        | ۱۸۶۱               | تاج‌الدوله         | معروف به سیف‌الدوله |
| ۴۰     | سلطان ابراهیم میرزا   | ۱۸۱۴        |                    | بیگم جان خانم     | |
| ۴۱     | سلطان سلیم میرزا      | ۱۸۱۴        |                    | جیران خانم        | |
| ۴۲     | سلطان مصطفی میرزا     | ۱۸۱۴        | ۱۸۸۸               | شاه‌پری خانم       | |
| ۴۳     | سیف‌الله میرزا         | ۱۸۱۴ تهران  | ۱۸۶۱               | خازن‌الدوله        | |
| ۴۴     | یحیی میرزا            | ۱۸۱۷        | ۱۸۴۸               | بیگم جان خانم     | معروف به صلاح الملک |
| ۴۵     | زکریا میرزا           | ۱۸۱۹        |                    | بیگم جان خانم     | |
| ۴۶     | محمدامین میرزا        | ۱۸۱۹ تهران  | ۱۸۸۶ تهران         | مشتری باجی        | |
| ۴۷     | سلطان حمزه میرزا      | ۱۸۱۹        |                    |                   | |
| ۴۸     | فرخ‌سیر میرزا          | ۱۸۱۹        | ۱۸۶۳               | تاج‌الدوله         | معروف به نیرالدوله |
| ۴۹     | تهمورث میرزا          | ۱۸۲۰        |                    |                   | |
| ۵۰     | سلطان احمد میرزا      | ۱۸۲۳        | ۱۹۰۲               | تاج‌الدوله         | معروف به عضدالدوله |
| ۵۱     | اسکندر میرزا          | ۱۸۲۲-       |                    | آلاگوز خانم       | با عنوان صاحبقران میرزا نیز شناخته می‌شود |
| ۵۲     | حسینقلی میرزا         | ۱۸۲۲-       | ۱۹۰۰ شاهرود        | بیگم جان خانم     | معروف به جهانسوزشاه |
| ۵۳     | محمد هادی میرزا       | ۱۸۲۴ تهران  | ۱۸۹۷- قم           | مشتری باجی        | |
| ۵۴     | پرویز میرزا           |             | ۱۸۸۹ نیشابور       | بیگم خانم         | معروف به نیرالدوله |
| ۵۵     | علیقلی میرزا          | ۱۸۲۲ تهران  | ۱۸۸۰ ری            | گلی پریخان خانم   | معروف به اعتضاد السلطنه |
| ۵۶     | عباس قلی میرزا        | ۱۸۲۶-       |                    | گلی پریخان خانم   | |
| ۵۷     | کامران میرزا          |             |                    | ننه‌خانم بارفروش   | |
| ۵۸     | اورنگ‌زیب میرزا        | ۱۸۳۰ تهران  | ۱۸۶۷               | ننه خانم بارفروش  | متخلص به باسم |
| ۵۹     | سلطان جلال‌الدین میرزا | ۱۸۲۷- تهران | ۱۸۶۱ تهران         | هماخانم           | |
| ۶۰     | امان‌الله میرزا        |             |                    | سلطان خانم        | |
| ۶۱     | سلطان حسین میرزا      |             | ۱۸۴۹               | آلاگوز خانم       | |
| دختران |                       |             |                    |                   | |
| ۱      | همایون سلطان خانم     | ۱۷۸۶        |                    | بدر جهان خانم     | معروف به خانم خانم و دواب متعالیه |
| ۲      | بیگم جان              | ۱۷۸۷        | ۱۸۳۳               | بدر جهان خانم     | معروف به جان باجی؛ مادربزرگ ناصرالدین شاه |
| ۳      | سیده بیگم             | ۱۷۹۲        | ۱۸۳۳               | بدر جهان خانم     | معروف به همدم السلطنه |
| ۴      | گلین خانم             |             |                    | زیباچهر خانم      | معروف به ام سلمه |
| ۵      | مریم خانم             |             |                    | زینب خانم         | |
| ۶      | فخر جهان خانم         | ۱۷۹۶        | ۱۸۵۸               | سنبل باجی         | معروف به فخرالدوله |
| ۷      | شاه بیگم خانم         | ۱۷۹۸        | ۱۸۷۲               | مریم خانم         | معروف به ضیاءالسلطنه |
| ۸      | سلطان بیگم خانم       |             |                    | مریم خانم         | |
| ۹      | گوهر ملک خانم         |             |                    | آسیه خانم دولو    | معروف به شاه بی‌بی |
| ۱۰     | خدیجه خانم            |             |                    | آسیه خانم دولو    | معروف به حاجی شاه |
| ۱۱     | زینب خانم             | ۱۸۰۰        |                    | آسیه خانم دولو    | |
| ۱۲     | طیغون خانم            |             |                    | ننه خانم استاد    | |
| ۱۳     | عزت نساء خانم         |             |                    | ننه خانم استاد    | |
| ۱۴     | شمس بانو              |             |                    | خاتون جان خانم    | |
| ۱۵     | خدیجه سلطان خانم      |             |                    | خیرالنساء خانم    | معروف به عصمت‌الدوله |
| ۱۶     | ماه بیگم خانم         | ۱۸۰۷        |                    | خوش‌نما خانم       | |
| ۱۷     | گوهر شاه بیگم خانم    |             |                    | نسا باجی          | |
| ۱۸     | شاه سلطان خانم        |             |                    | بی‌بی خانم         | |
| ۱۹     | شاه گوهر خانم         |             |                    | گوهر تاج خانم     | |
| ۲۰     | تاجلی بیگم خانم       |             |                    | سنبل باجی         | |
| ۲۱     | حسن جهان خانم         |             |                    | سنبل باجی         | معروف به والیه خانم |
| ۲۲     | درخشنده گوهر خانم     | ۱۸۱۲        |                    | زلیخا خانم        | با ابراهیم خان قرابکلو سرکرده ایل شاهسون ازدواج کرد |
| ۲۳     | سرو جهان خانم         |             |                    | سنبل باجی         | |
| ۲۴     | خورشید خانم           |             |                    |                   | معروف به شاهزاده خمسه |
| ۲۵     | مولود سلطان خانم      |             |                    | ملک جهان خانم     | همسر غنجعلی خان افشار حاکم مقتدر ایل افشار کرمان که در لشکر کشی فتحعلی شاه قاجار برای سرکوب شورش رابر کرمان دلاوری‌های غنجعلی خان مورد توجه شاه قاجار قرار گرفت و او را به دامادی برگزید از ایشان دو فرزند به نامهای محمدحسین خان افشار و محمدحسن خان افشار متولد شدند |
| ۲۶     | عالیه سلطان خانم      | ۱۸۱۳        |                    | شهربانو خانم      | |
| ۲۷     | زبیده خانم            | ۱۸۱۴        | ۱۸۹۵               | ماه‌آفرین خانم     | |
| ۲۸     | خورشید کلاه خانم      |             |                    | تاج‌الدوله         | معروف به شمس‌الدوله |
| ۲۹     | شیرین جان خانم        |             |                    | تاج‌الدوله         | |
| ۳۰     | مرصع خانم             |             |                    | تاج‌الدوله         | |
| ۳۱     | قیصر خانم             |             |                    | بیگم جان خانم     | |
| ۳۲     | سارا سلطان خانم       |             |                    | بیگم جان خانم     | |
| ۳۳     | آقا بیگم خانم         |             |                    | شاه‌نواز خانم      | |
| ۳۴     | شاه جهان خانم         |             |                    | خیرالنساء خانم    | معروف به خان بی‌بی |
| ۳۵     | فرخ سلطان خانم        |             |                    | زیباچهر خانم      | |
| ۳۶     | ماهنوش لب خانم        |             |                    | نوش‌آفرین خانم     | معروف به افتخارالسلطنه |
| ۳۷     | حبه نبات خانم         |             |                    | مشتری باجی        | همسر دوم امیرکبیر میرزا محمد خان، فرزند ارشد حسین قلی خان؛ پس از چندی به جهات مختلف با هم نساختند و به جدایی پرداختند. |
| ۳۸     | پاشا خانم             |             |                    | مشتری باجی        | همسر دوم سهراب خان گرجی تحویلدار دربار صاحبقران |
| ۳۹     | فرزانه بیگم خانم      |             |                    | مشتری باجی        | همسر حسین علی خان معیر الممالک |
| ۴۰     | مهر جان خانم          |             |                    | مشتری باجی        | همسر زین العابدین خان یوزباشی سواره نظام، فرزند قاسم هزار جریبی قوللر آقاسی دربار |
| ۴۱     | جهان سلطان خانم       |             |                    | شاه‌پری خانم       | |
| ۴۲     | خاور سلطان بیگم خانم  |             |                    | گل پریخان خانم    | |
| ۴۳     | ماه رخسار خانم        |             |                    | شهناز خانم        | معروف خورشیدکلاه خانم و زینت‌الدوله |
| ۴۴     | خرم بهار خانم         |             |                    | مهد علیا          | |
| ۴۵     | بزم آرا خانم          |             |                    | مهد علیا          | |
| ۴۶     | ماه تابان خانم        | ۱۸۳۳        | ۱۸۹۰               | نوش‌آفرین خانم     | معروف به قمرالسلنطه |
| ۴۷     | ملک‌زاده خانم          |             |                    | ملک سلطان خانم    | |
| ۴۸     | بدر جهان خانم         |             |                    | بیگم جان خانم     | معروف به ماه باجی |

## آخرین سفر
فتحعلی‌شاه در آخرین سفر خود تصمیم گرفت از پایتخت خود در تهران به اصفهان سفر کرده و مدتی در آنجا اقامت کند. این سفر به دلایل مختلفی انجام شد.
یکی اینکه راه‌های ولایت‌های عراق (عراق عجم) در حدود پنج سال زیر تسلط راهزنان قرار گرفته و مخاطراتی برای رهگذران و بازرگانان ایجاد شده بود. با این وجود، فرمانداران این مناطق که از شاهزادگان بودند کوششی برای برقراری نظم نمی‌کردند و در برابر امر پادشاه مبنی بر بازگرداندن نظم و آرامش سر فرود نمی‌آوردند؛ بنابراین پادشاه تصمیم گرفت خود به برقراری امنیت این ولایت‌ها اقدام کند.
دیگر اینکه ولایت فارس برای چند سال دچار بی‌نظمی و شورش شده و در پرداخت مالیات کوتاهی شده بود. فرماندار فارس حسین‌علی میرزا فرمانفرما یکی از فرماندهان نزدیک خود به نام یوسف‌خان گرجی را برای حکومت و سرداری آن ولایت فرستاد؛ ولی سر یوسف‌خان در این واقعه بر باد رفت. افزون بر این، آفت ملخ در این ولایت به مدت دوازده سال باعث نابودی برخی محصولات کشاورزی شده بود. طاعون، وبا، و زمین‌لرزه نیز به تدریج واقع شد. در مجموع، مالیات چهار سال آن ولایت برابر با یک کرور و یک صد هزار تومان بر زمین ماند.
از جمله مخالفین سفر پادشاه به اصفهان، شاهزادگان، خان‌ها، و امین‌های دربار بودند که رفتن پادشاه به اصفهان را شایسته نمی‌دیدند. پزشکان پادشاه نیز سکون را بر حرکت برمی‌گزیدند. ولی عبدالله خان امین‌الدوله اصفهانی مستوفی الممالک که از رویداد فتنه‌ای ناگهانی در تهران بیمناک بود، موافق این سفر بود.
در نهایت، فتحعلی‌شاه در روز یکشنبه سوم جمادی‌الاول ۱۲۵۰ قمری (۱۶ شهریور ۱۲۱۳ خورشیدی؛ ۷ سپتامبر ۱۸۳۴ میلادی) از تهران به سمت اصفهان حرکت نمود. او ابتدا چند روزی در باغ نگارستان توقف نمود و دستورهای لازم را به نیروهای سواره و پیاده ولایت‌های عراق (عراق عجم) و مازندران ابلاغ نمود؛ سپس به قم رفت و پس از سه روز توقف در آنجا، عازم کاشان شد؛ و مدت هشت روز در عمارت فین کاشان حضور داشت. او سپس به سمت اصفهان حرکت نمود و در نهایت پس از حدود یک ماه از آغاز سفر از تهران، به باغ سعادت آباد اصفهان معروف به باغ هزارجریب وارد شد و با جمعی از فرمانداران دیدار کرد.
به دستور فتحعلی‌شاه، سیف‌الدوله برای خواباندن شورش مذکور در ولایت‌های عراق (عراق عجم) نامزد شد. شش روز بعد از ورود پادشاه به اصفهان، فرماندار فارس، حسین‌علی میرزا فرمانفرما، به دیدار پدر آمد، ولی به سبب کوتاهی در پرداخت مالیات ولایت فارس، حدود یک شبانه روز مورد بی‌اعتنایی پادشاه واقع گشت. فرمانفرما پس از آن، در عمارت سعادت آباد، به حضور فتحعلی‌شاه رسید. به دستور پادشاه، حسام السلطنه محمّد تقی میرزا به همراه حسین‌علی میرزا فرمانفرما و عبدالله خان امین‌الدوله مستوفی الممالک با هفت هزار سواره و پیاده برای برقراری نظم و نیز دریافت مالیات روانه ولایت فارس شدند. بدین ترتیب، فرمانفرما و حسام السلطنه در عصر روز سه‌شنبه هفدهم جمادی‌الثانی ۱۲۵۰ قمری (۲۹ مهر ۱۲۱۳ خورشیدی؛ ۲۱ اکتبر ۱۸۳۴ میلادی) از حضور پدر مرخص شده و روانه مأموریت گشتند.

## درگذشت
فتحعلی‌شاه در روز پنجشنبه نوزدهم جمادی‌الثانی ۱۲۵۰ قمری (۱ آبان ۱۲۱۳ خورشیدی؛ ۲۴ اکتبر ۱۸۳۴ میلادی) در اصفهان در عمارت قزل اوطاق هفت دست سعادت آباد واقع در باغ هزارجریب بر اثر بیماری در سن ۶۲ سالگی پس از ۳۷ سال سلطنت درگذشت. پیکر وی را به قم بردند و در حرم فاطمه معصومه به خاک سپردند.
برخی از عواملی که در سالهای پایانی عمر موجب تغییر مزاج وی شد و اندوه بسیار برای او در پی داشت که در نهایت باعث ضعف جسمانی ایشان گردید عبارت بودند از: تسلط روسیه بر ولایتهای آذربایجان و پرداخت هشت کرور نقد از خزانه دولت به روسیه؛ درگذشت دو تن از شاهزادگان یکی محمد علی میرزا دولتشاه فرماندار ولایتهای کرمانشاهان، خوزستان، و لرستان و دیگری ولیعهد عباس میرزا که در حقیقت، دو رکن اصلی دولت بودند؛ و در نهایت اختلاف شاهزادگان به سبب شدت هوای نفسانی که به ستیز با یکدیگر پرداختند و خانمان مسلمانان را به نابودی کشاندند.
فتحعلی‌شاه در چهار سال پایانی عمر خود دچار بیماری‌هایی از قبیل قولنج، بیماری‌های کبدی، و سل نیز شده بود.
او پیش از مرگش، در قم در حرم فاطمه معصومه آرامگاهی برای خود ساخت، یک تخته سنگ مرمر برای لوح مزار تعیین نمود، و سطح آن را با اشعار موزون از سروده‌های میرزا محمد تقی مازندرانی علی‌آبادی منشی الممالک متخلّص به صاحب به دست استادان صاحب فن منقّش نمود.

## سیاست دینی
فتحعلی‌شاه از همان آغاز سلطنت خویش، به دنبال آن بود که خود را در چشم علمای شیعه یک پادشاه مؤمن جلوه دهد و تا آنجا پیش رفت که سلطنت خود را به نیابت از فقیهان اعلام کرد؛ او دست به اقداماتی چون ساخت تعداد زیادی مسجد و تعمیر مقبره‌های مقدس شیعه زد و تنها در دومین سال سلطنت خود، مبلغی بیش از ۱۰۰٬۰۰۰ تومان را خرج حرم‌های عراق، قم و شاهچراغ کرد. بسیاری از آثار و نوشته‌های دینی را به دستور او نوشتند یا به او تقدیم کردند. شاه روحانیون را تشویق می‌کرد که در شهرها و ولایات مختلف ایران ساکن شود؛ به خصوص در تهران، تا بتواند به‌طور مرتب با آن‌ها دیدار کند. شاهزادگان و درباریان نیز از او الگو گرفتند. قدرت روحانیون تا آنجا رسید که علیه روس‌ها اعلام جهاد کردند و شاه و نایب‌السلطنه هم نتوانستند رد کنند.
فتحعلی‌شاه در اوت ۱۷۹۹، اندکی پس از بازگشت از مشهد، راهی قم شد و آنجا دستور داد گنبد حرم فاطمه معصومه را بازسازی کنند و دروازه‌ای طلایی برای آن بسازند. او اهالی قم را از مالیات معاف کرد و تعداد زیادی مدرسه فیضیه در اطراف حرم ساخت. شاه از سال ۱۷۹۹ تقریباً هر سال به قم سفر می‌کرد و به نشانه تواضع، با پای پیاده خود را به حرم می‌رساند. ارسال هدیه برای حرم فاطمه معصومه توسط فتحعلی‌شاه و اعضای خانواده سلطنتی امری معمول بود و درحالی که جسد آقامحمدخان را برای دفن به نجف فرستاده بود، در اواخر عمر خود دستور داد برایش مقبره‌ای در حرم قم آماده کنند. بنا به دستور او، سالانه ۱۰۰٬۰۰۰ تومان میان سیدها و علما توزیع می‌شد. بدیهی است که روحانیون نیز از سیاست‌های او خشنود بودند.
روحانیون در شورش‌های شاهزادگان و رجال برای آنان از شاه طلب عفو می‌کردند و فتحعلی‌شاه نیز معمولاً درخواستشان را رد نمی‌کرد. آن‌ها دو مرتبه موفق شدند او را از محاصره مشهد که نادر میرزا، از اعضای سلسله افشاریه در آن پناه گرفته بود، منصرف کنند. به او گفتند اگر به مشهد حمله کند، دیگر چه تفاوتی میان او و ازبک‌ها وجود دارد؟ و شاه پاسخ داد که تنها هدفش مجازات نادر میرزا که به حرم امام رضا بی‌احترامی کرده، است. پس از اینکه در نهایت موفق شد مشهد را تحت سلطه خود درآورد، دستور به بازسازی حرم آن شهر داد، از جمله ساخت دروازه جواهر نشانی به ارزش ۱۰٬۰۰۰ تومان.

## سیاست اداری
فتحعلی‌شاه در آغاز سلطنت خود بسیار به نیروهای ایلاتی، به خصوص ایلات قاجار، وابسته بود. نتیجتاً، شیوه‌ای که او برای برقراری اراده سلطنت در استان‌ها در پیش گرفت این بود که فرزندان خود را به حکومت ولایات منصوب کند. این شاهزادگان که بسیاریشان در آغاز کودکانی کم سن و سال بودند، نشانه‌ای از قدرت او در استان‌ها بودند و جایگزین خوانینی می‌شدند که شاه از وفاداریشان مطمئن نبود.

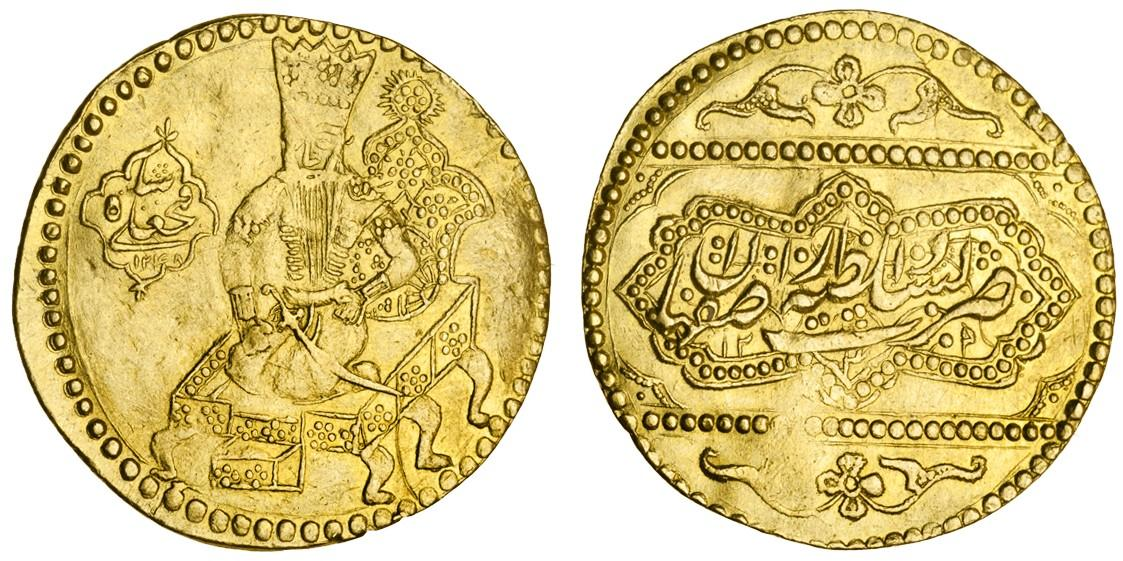
سکه منقوش به تصویر فتحعلی‌شاهِ نشسته بر تخت طاووس، ضرب اصفهان به‌سال ۱۲۴۹ ه‍.ق

حکام محلی از خودمختاری بسیار زیادی برخوردار بودند و برخیشان حتی برای خود دارالحکومه برپا کرده بودند. هرچند آن‌ها از استقلال کامل برخوردار نبودند، اما اختیاراتشان به اندازه‌ای بود که با همسایگان خارجی خود روابط سیاسی برقرار کنند یا حتی به جنگشان بروند؛ چنان‌که محمدعلی میرزا در کردستان با عثمانی در جنگ بود، عباس میرزا با خان‌های قفقاز درگیر شده بود و محمدولی میرزا با افغان‌ها کشمکش داشت. دولت مرکزی، در واقع، از این درگیری‌ها خشنود بود، زیرا جاه‌طلبی شاهزادگان و سرکشی خان‌های را مهار می‌کرد و تهران را از تنش‌های ایالات دور می‌داشت. به علاوه، ایالت‌ها وظیفه داشتند هزینه‌های خود را محل درآمدهای همان ایالت تأمین کنند.
در بین دربارهای محلی ایران، مهم‌ترین دربار تبریز بود که با آغاز جنگ‌های ایران و روس و انتقال وظیفه اداره امور به آن ولایت، در راس امور قرار گرفت. این دربار دوم ایران زمانی شکل گرفت که فتحعلی‌شاه چهارمین پسر خود عباس میرزا را زمانی که تنها ۹ سال داشت، در ژوئن ۱۷۹۹ (محرم ۱۲۱۴ هـ. ق) با همراهی سلیمان‌خان اعتضادالدوله به عنوان اتابک و میرزا عیسی قائم‌مقام به عنوان وزیر راهی آذربایجان کرده بود.
به‌گفتهٔ گاوین هامبلی، قلمرو ایران در روزگار فتحعلی‌شاه مِلکی را می‌مانست که مالکان متوالی‌اش مدت‌ها از آن غفلت کرده‌اند اما بااین‌حال، ایرانِ روزگارِ فتحعلی‌شاه بسی آسوده‌تر و مرفه‌تر از اواخر عهدِ صفوی بود. از سویی، نبود مرزی معین در پیرامون قلمروِ حکومت مسئله‌ای دردسرساز بود. زاگرس‌نشینانِ غربی به عثمانی آزادانه رفت‌وآمد داشتند؛ محمدعلی میرزا به‌عنوان حکمران کرمانشاه، لرستان و خوزستان، و عباس میرزا به‌عنوان حکمران آذربایجان به بخش‌هایی از خاک عثمانی حمله می‌کردند و ادعای مالکیتِ سرزمین‌های تحتِ حکومتِ روزگارِ صفوی را داشتند. در شرق نیز حکومت بر این تأکید داشت که هرات و قندهار از آنِ ایران هستند، آنچنانکه در عهد صفوی چنین بود. اما پیچیده‌تر از همه، وضعیت مرزهای قفقاز در آن سوی ارس بود. منطقه‌ای که هر سه حکومتِ ایران، عثمانی و امپراتوری روسیه بر سر آن کشمکش داشتند.

## کارنامه ادبی

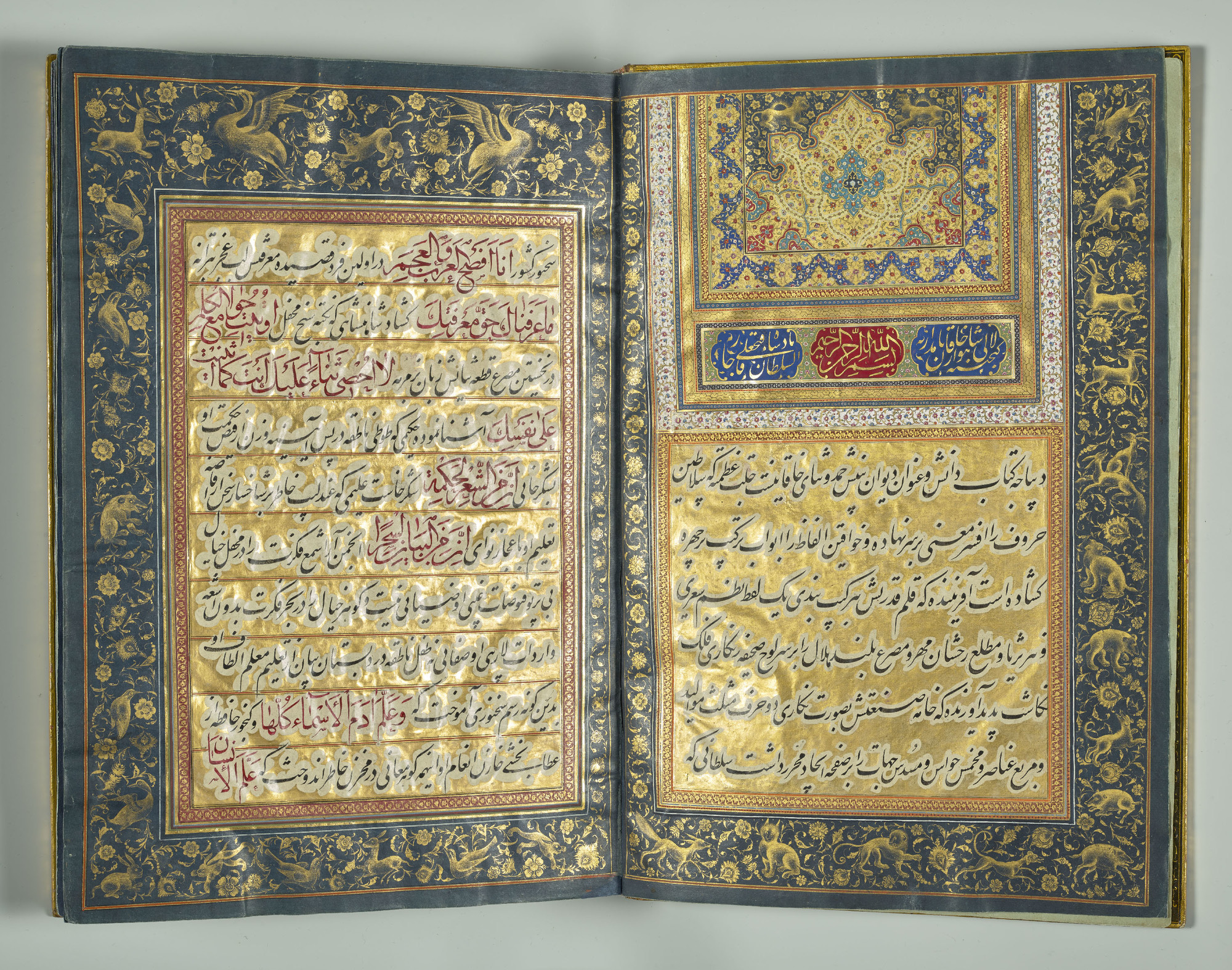
نسخه دست‌نویسی از دیوان خاقان که در سال ۱۸۱۱ میلادی برای جرج چهارم که در آن زمان ولیعهد بریتانیا بود فرستاده شده است.

فتحعلی‌شاه شیفته شعر و ادب بود و خود نیز با تخلص «خاقان» شعر می‌سرود. او از چهره‌های تأثیرگذار جنبش احیای ادب فارسی، موسوم به «بازگشت ادبی»، بود و شاعران و نویسندگان را از هر سو در دربار خود گردآورد. ادیبانی چون فتحعلی‌خان صبا، معتمدالدوله نشاط، قاآنی، قائم‌مقام فراهانی، وصال، هما و بسیاری دیگر به طرق مختلف با دربار او در ارتباط بودند. فتحعلی‌شاه گاه‌به‌گاه جلسه‌های ادبی برگزار می‌کرد و خود نیز در آن‌ها حاضر می‌شد، شاعران را به طبع‌آزمائی وامی‌داشت و به آن‌ها پاداش‌های فراوان می‌داد. معروف است که در یکی از ان جلسات، به شاعران پیشنهاد داد به صورت بداهه یک رباعی بسرایند که کلمات چاه، بیژن، بهار، دی، بهمن، گردن، قلیان، آتش و سر و سلسله را شامل شود؛ و خود زودتر از همه چنین کرد:
| خصم تو همیشه در چه بیژن باد  |  | پیوسته بهار او دی و بهمن باد |
| اعدای تو را مدام همچون قلیان |  | آتش بسر و سلسله در گردن باد  |

از فتحعلی‌شاه حدود ۳٬۵۰۰ بیت باقی مانده که ۲٬۰۰۰ بیت آن غزل و باقی قصیده، ترکیب‌بند، مثنوی و رباعی هستند. میرزا صادق مروزی دیوان او را در زمان ناصرالدین‌شاه جمع‌آوری کرده است. غیر از چندین بیت، رباعی و مفردات که بزبان ترکی آذربایجانی نوشته است،پیداست که خاقان در ادبیات فارسی مطالعه بسیار داشته و بسیاری از اشعار خود را در استقبال اشعار شاعران بزرگ سروده است. به عنوان مثال، غزل زیر را در استقبال از غزل «ای پادشه خوبان داد از غم تنهایی» از حافظ شیرازی سراییده:
| شب‌های غمت همدم با درد و شکیبایی   |  | دل با من و من با دل در گوشه تنهایی    |
| رفتی تو و ماندم من در حسرت دیدارت |  | ترسم که نباشم من روزی که تو باز آیی   |
| گفتی که شوی رسوا در عشق بتان آخر  |  | عاشق نکند هرگز اندیشه رسوایی          |
| گفتی که کشم زارت وانگاه شوم یارت  |  | من بنده و تو سلطان حکم آنچه تو فرمایی |
| خاموش دگر بنشین خاقان که نگار آمد |  | در وصل مکن فریاد ای بلبل شیدایی       |

## بناهای فتحعلی‌شاه در تهران
آثار معماری‌ای که به دستور فتحعلی‌شاه در تهران بنا شده بودند از این قرارند:
- مسجد شاه
- کاخ نگارستان
- باغ و عمارت لاله‌زار
- برج نوش
- بخشی از بناهای باغ شاه
- قصر قاجار
- بنای قدیمی کاخ نیاوران

## در نگاه دیگران
مورخ جوزف ام. آپتون می‌گوید که او «در میان ایرانیان به سه چیز مشهور است: ریش بسیار بلندش، کمر زنبور مانندش و فرزندآوری‌هایش». گاسپار دروویل که در سال‌های ۱۸۱۲–۱۳ موفق به ملاقات فتحعلی‌شاه شده است، او را این‌گونه توصیف می‌کند:
«فتحعلی‌شاه که روزی خوش قیافه‌ترین مرد کشور خود بود، اینک پنجاه ساله و دارای قدی بلند است؛ ولی تندرستی او بر اثر شیوه زندگی خاص او ضربت هولناکی خورده است. در این سن و سال پشتش خمیده و اندامش بیش از حد عادی لاغر است. به سختی به روی پا می‌ایستد. صدایش که سابقاً نیرومند و زنگ‌دار بود، اینک گرفته و لرزان است… فتحعلی‌شاه سوگلی‌های بی‌شماری دارد ولی با توجه به حال و افکار او پزشکان مخصوص توصیه کرده‌اند که بیش از سه روز یکبار زنان را به حضور نپذیرد. فتحعلی‌شاه ضمناً از مدتی پیش مومیا به کار می‌برد. مومیا مادهٔ قیری مخصوصی است که از شکاف صخره‌ای در حوالی نیزار [در نزدیکی شیراز] فرو می‌چکد. این ماده داروی محرک و مقوی عجیبی است. محصول صخره مزبور برای مصرف شخص شاه اختصاص دارد، از این رو شکاف را بسته و نگهبانی آن را به مردان مطمئنی سپرده‌اند. هنگام جمع کردن مومیا، عده‌ای از مقامات دولتی حضور می‌یابند و مومیا را درون جعبه‌های نقره‌ای ریخته و پس از مهر و موم کردن به حضور شاه می‌فرستند. فتحعلی‌شاه گاهی مقدار ناچیزی از این ماده قیری را به کسانی که التفات خاصی نسبت بدانان دارد، می‌بخشد.»

## لقب‌ها
- قاآن افخم
- خاقان اعظم
- نواب همایون
- کامکار معظم
- اولوالامر محترم
- نواب مالک‌الرقاب
- خدیو صاحبقران
- شاه شاهان
- ابوالخواقین
- بدرالسلاطین
- شمس‌الملوک
- سلطان یوز اوغلان
- نواب اقدس والا شهنشاه عالم[۹۴]

## زمان حکومت در مقایسه با دیگر شاهان قاجار
اعداد سال خورشیدی را نشان می‌دهند:

## پرتره‌ها

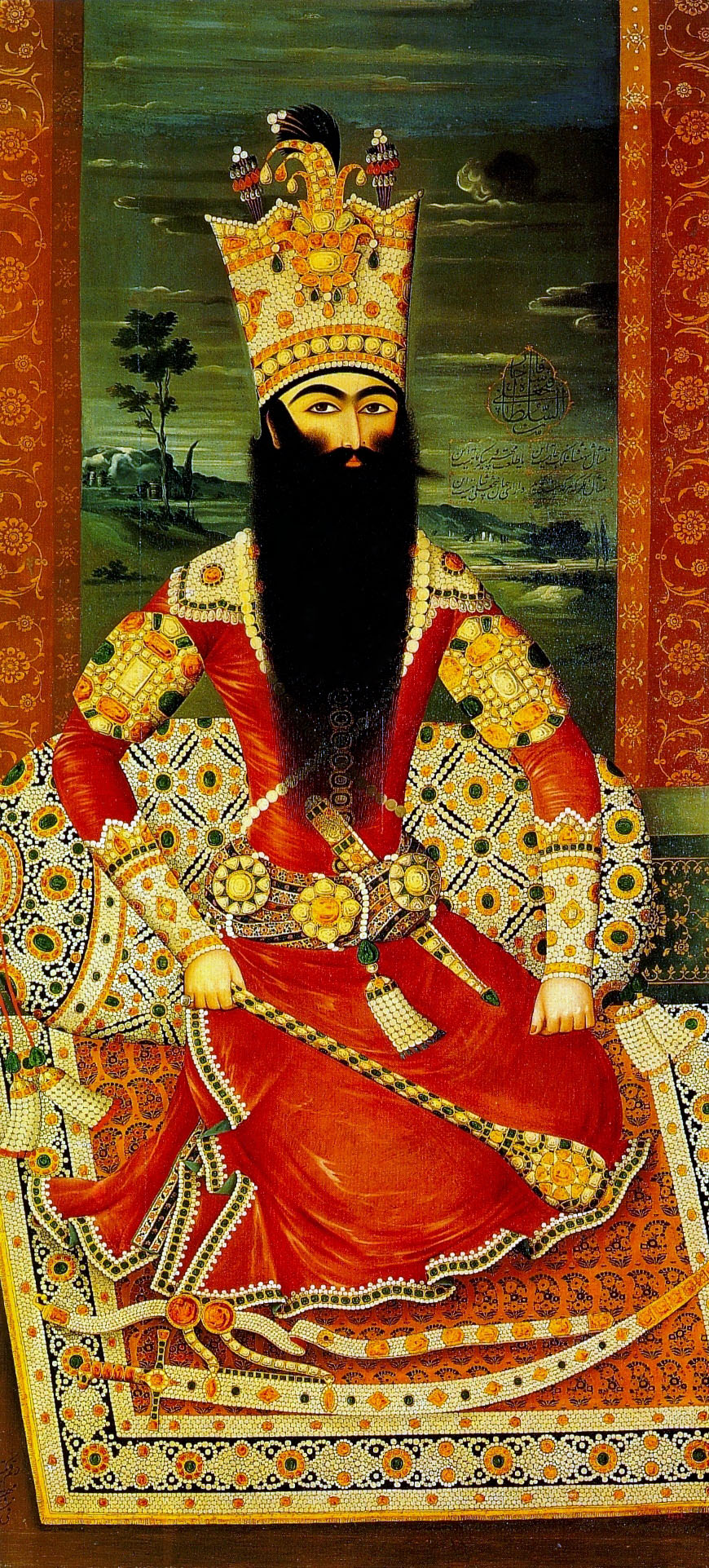
روی این تابلو کنار صورت فتحعلی‌شاه شعری بدین مضمون آمده است: تمثال شهنشاه فلک جاه است این … یا پیکر مهر و طلعت ماه است این **** هرکس که بدو نظر نماید گوید … سلطان جهان، فتحعلی شاه است این
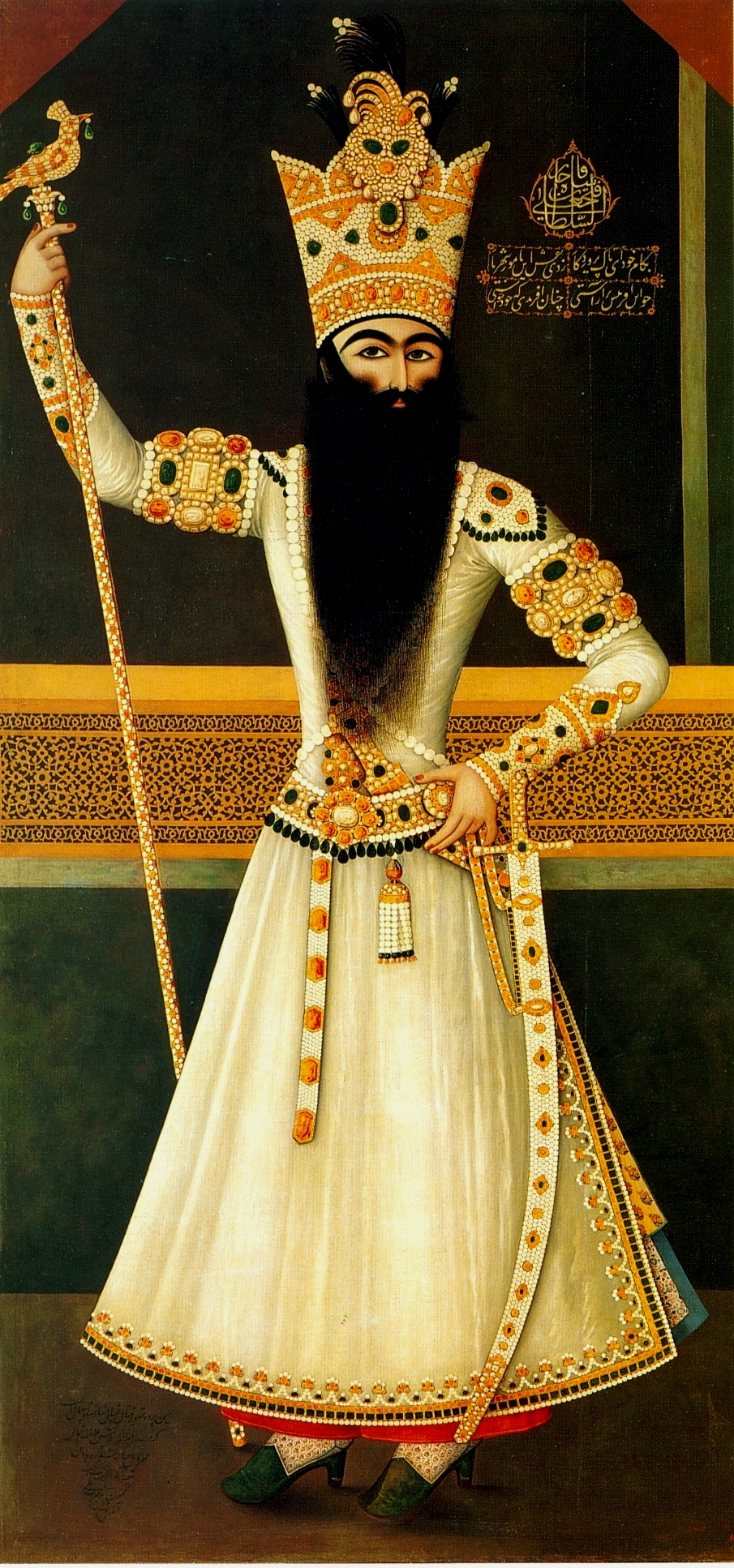
روی این تابلو شعری در وصف جمال پادشاه نوشته شده است: به کام خود ای پاک پروردگار … زدی نقش این نامور شهریار **** چو این آفرینش بر آراستی … چنان آفریدی که خود خواستی
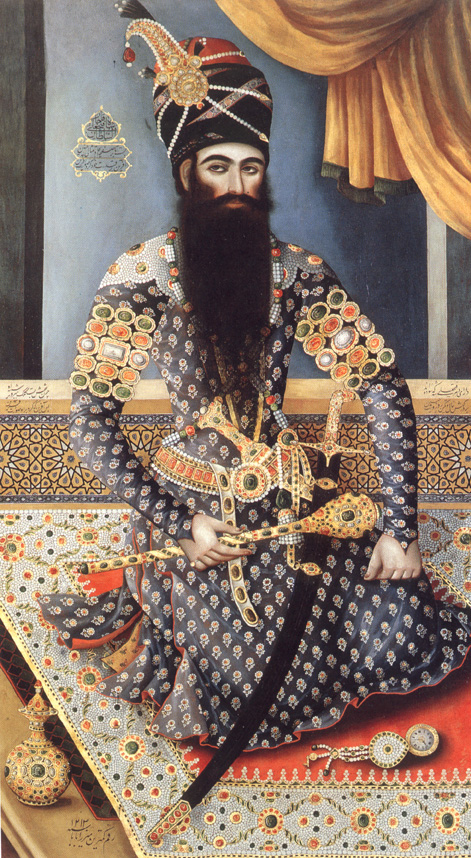
یکی از قدیمی‌ترین پرتره‌های موجود از فتحعلی‌شاه، اثر میرزا بابا اصفهانی
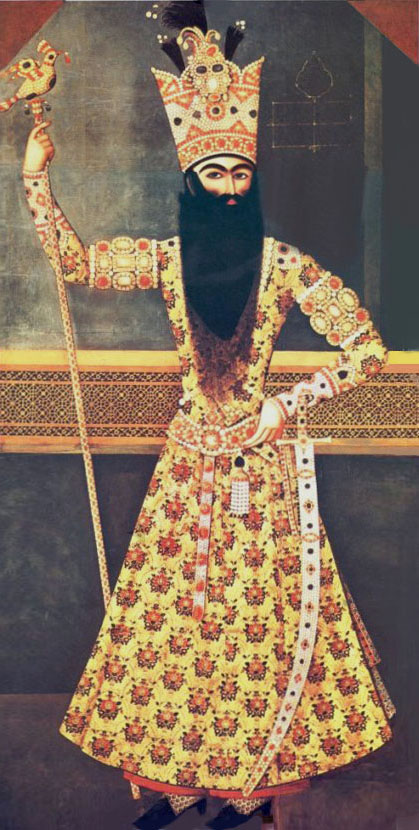
نگاره فتحعلی‌شاه اثر مهرعلی. این اثر در نگارخانه کاخ سعدآباد نگهداری می‌شود.
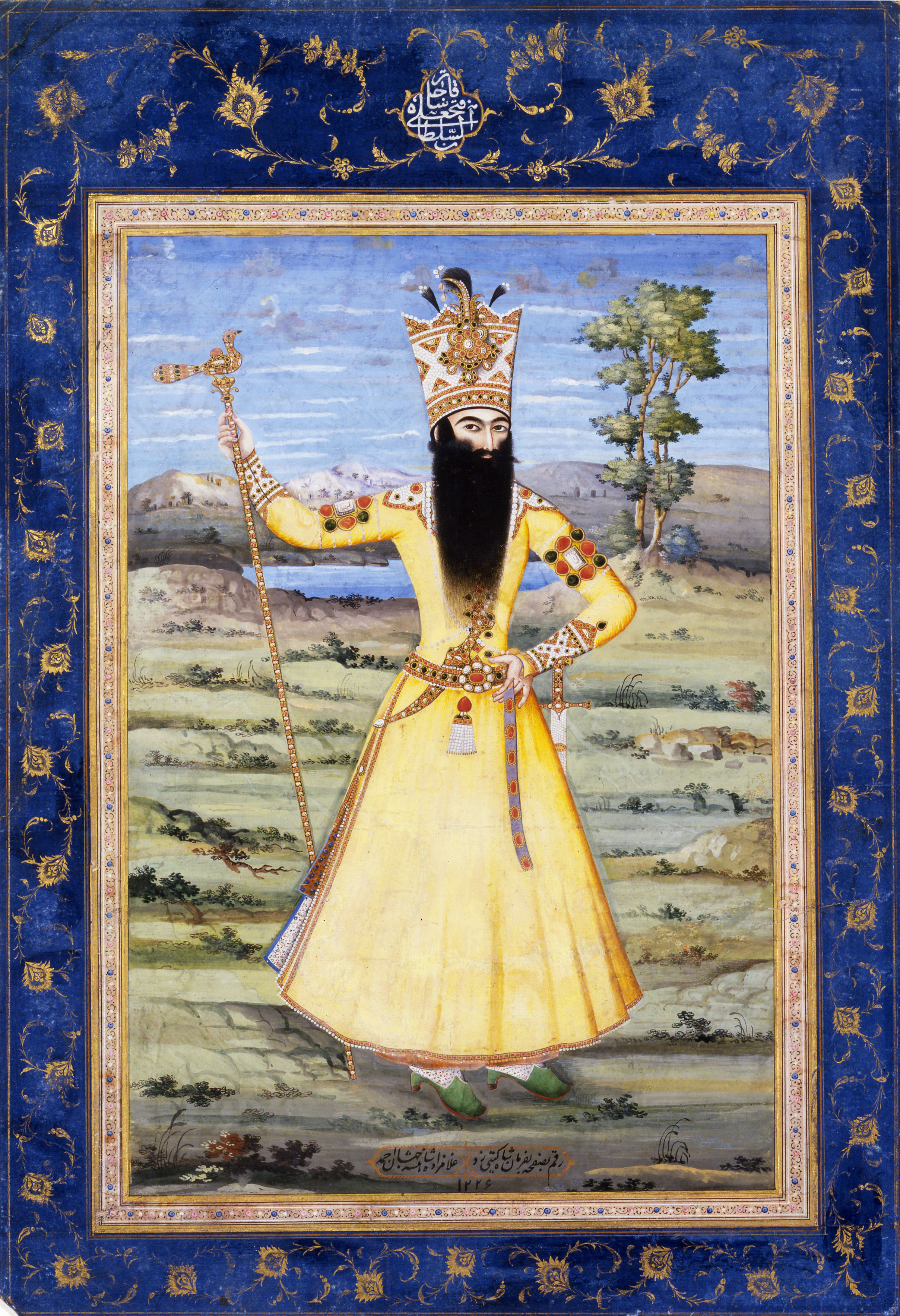
در زیر اثر بیتی با این مضمون نوشته شده: رقم بصفحه به فرمان شاه گیتی زد ... غلامزاده شهنشه جهان احمد
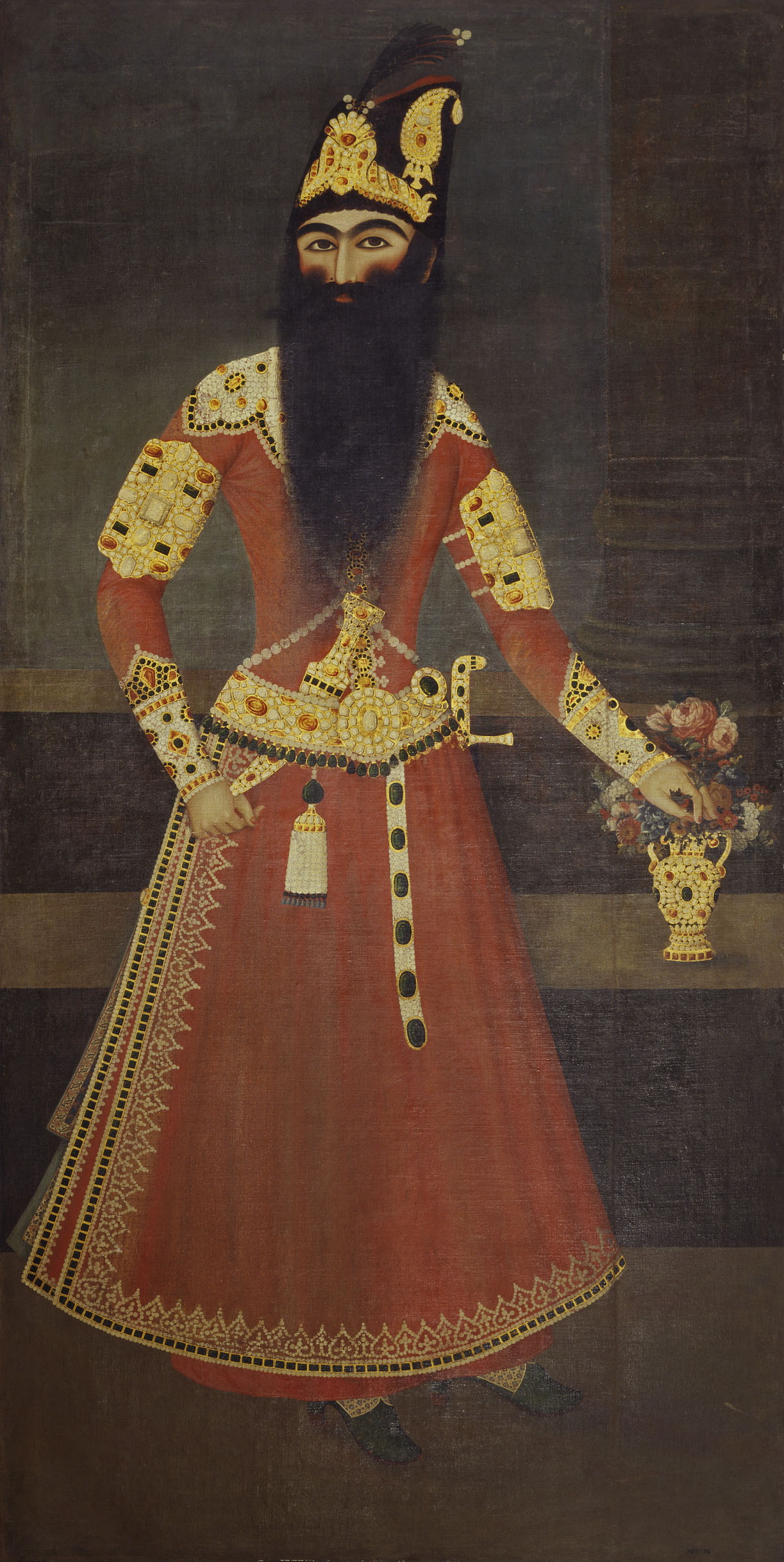
نگاره فتحعلی‌شاه اثر عبدالله خان نقاش‌باشی، محل نگهداری این اثر موزه ویکتوریا و آلبرت در لندن است.

## برای مطالعهٔ بیشتر
- «حرمسرای هزارنفری فتحعلی شاه». تبیان. ۱۷ دی ۱۳۹۰.
- معین‌الدینی، محمد (اردیبهشت ۱۳۹۴). «بررسی رابطه بین حمایت فتحعلی شاه قاجار از هنر و استفاده سیاسی از آن». فصلنامه تخصصی علوم سیاسی. دانشگاه آزاد اسلامی واحد کرج. ۱۱ (۳۰): ۱۱۷–۱۴۰.